# 20区 (パリ)

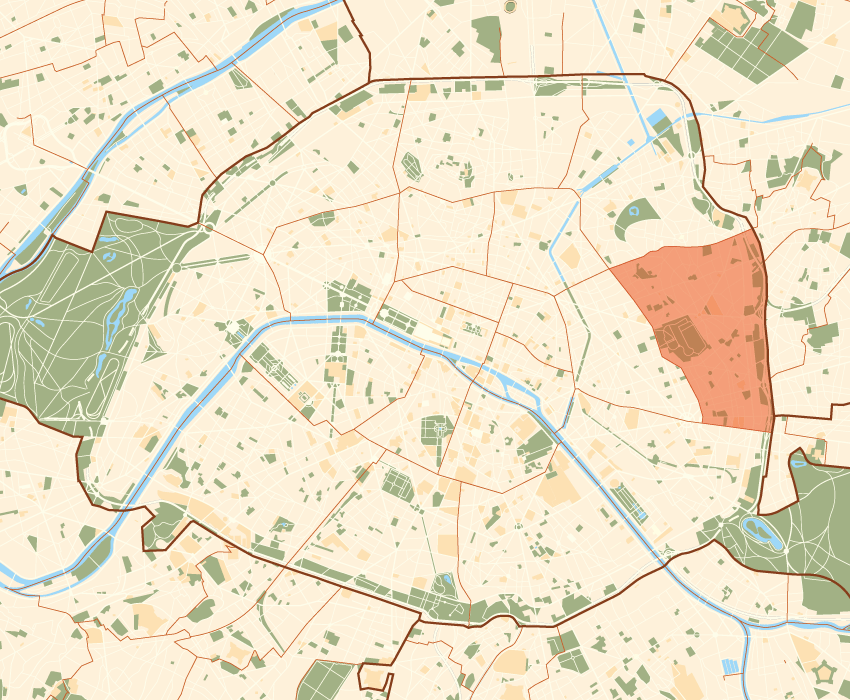
パリ・20区の位置

パリの20区  (20く、仏: 20e arrondissement de Paris) は、フランスの首都・パリ市を構成する20の行政区のひとつである 。第20区、パリ20区ともいう。市の東部にあり、セーヌ川の北側に位置している。

## 概要
パリの20区は、市の東部にある行政区。「メニルモンタン区 (Arrondissement de Ménilmontant)」と呼ばれることもある 。セーヌ川の北の地域にある。東には、ペリフェリック （パリ環状道路）に沿う形で市の境界線が敷かれており、南東の一部がヴァル＝ド＝マルヌ県に接しているほかはすべてセーヌ＝サン＝ドニ県に接している。人口は182,952人 (1999年)で、20区の中では3番目に多い（人口の推移等詳細については後述）。
区の名称は、市の中央部から時計回りに螺旋を描くようにして各区に付けられた番号を基にしており、当区はその20番目にあたることから、「20区」と名づけられた。区内には、コロー、ショパン、ビゼー、プルースト、マリア・カラス、モディリアーニ、モリエール等の多くの著名人が眠るペール・ラシェーズ墓地のほか、ベルヴィル公園、国立コリーヌ劇場などがある。

## 地理

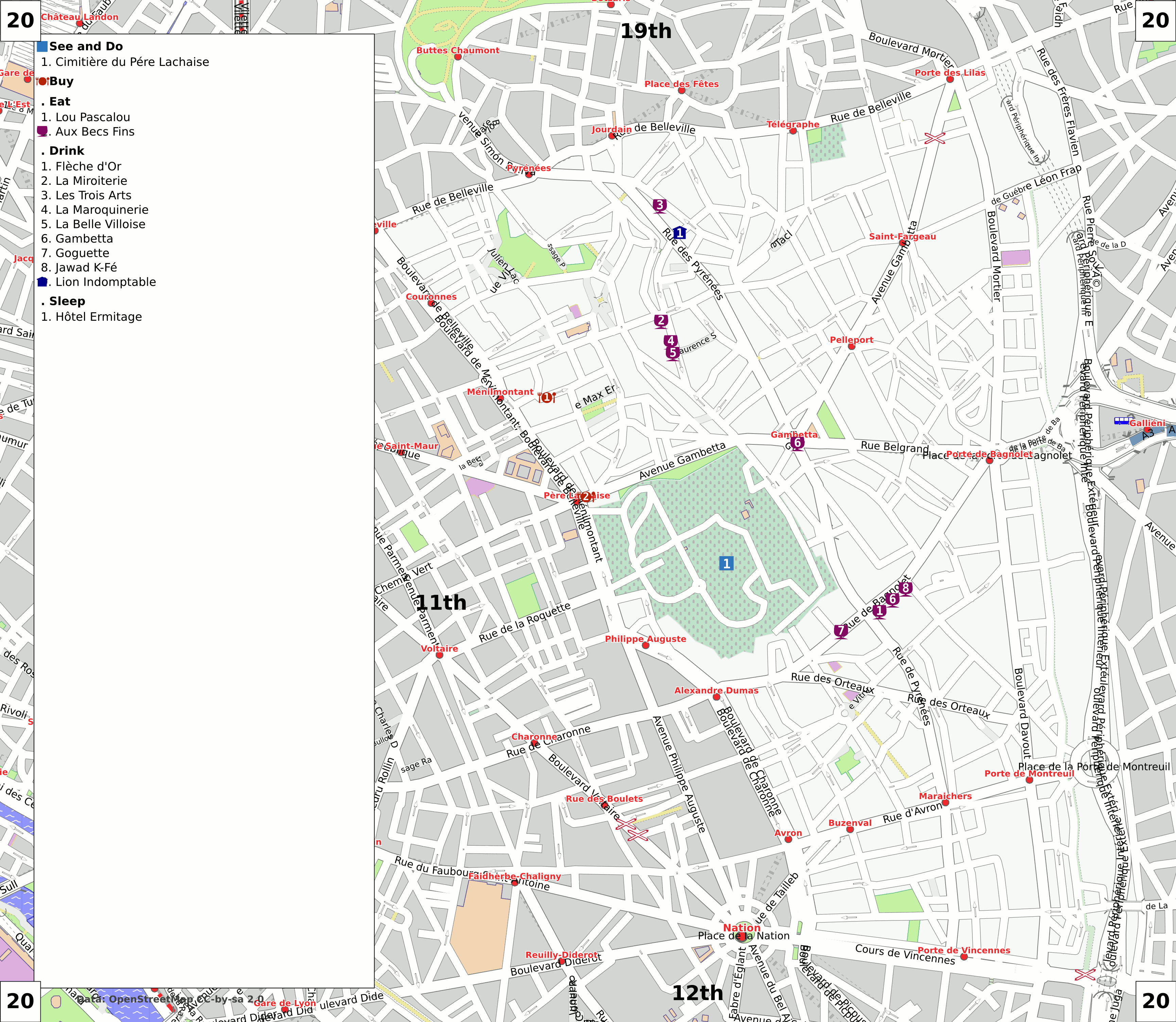
パリ・20区の概略図

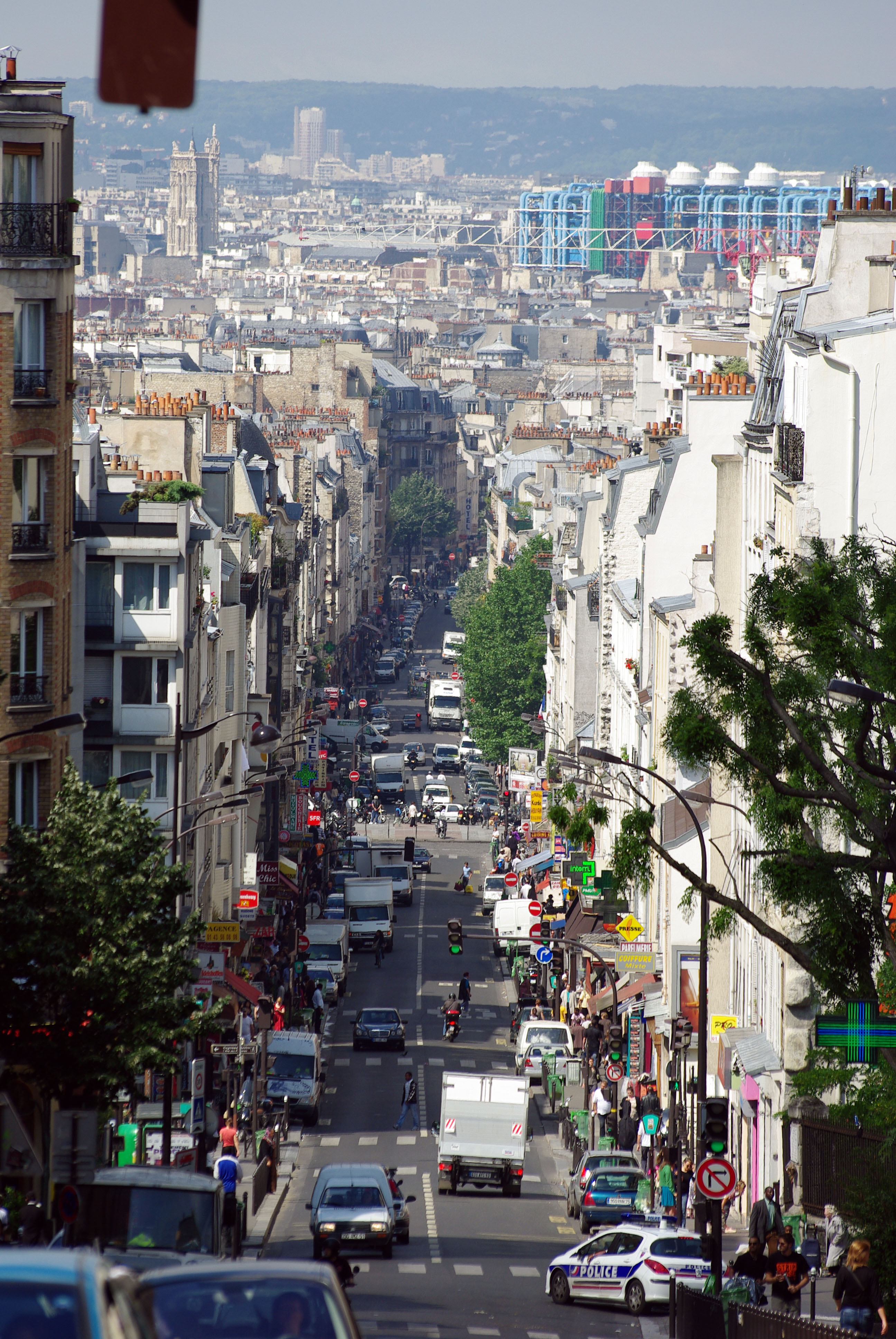
Rue de Ménilmontant avec vue sur Paris et Beaubourg.（メニルモンタン通りとパリ4区ポンピドゥー・センター）

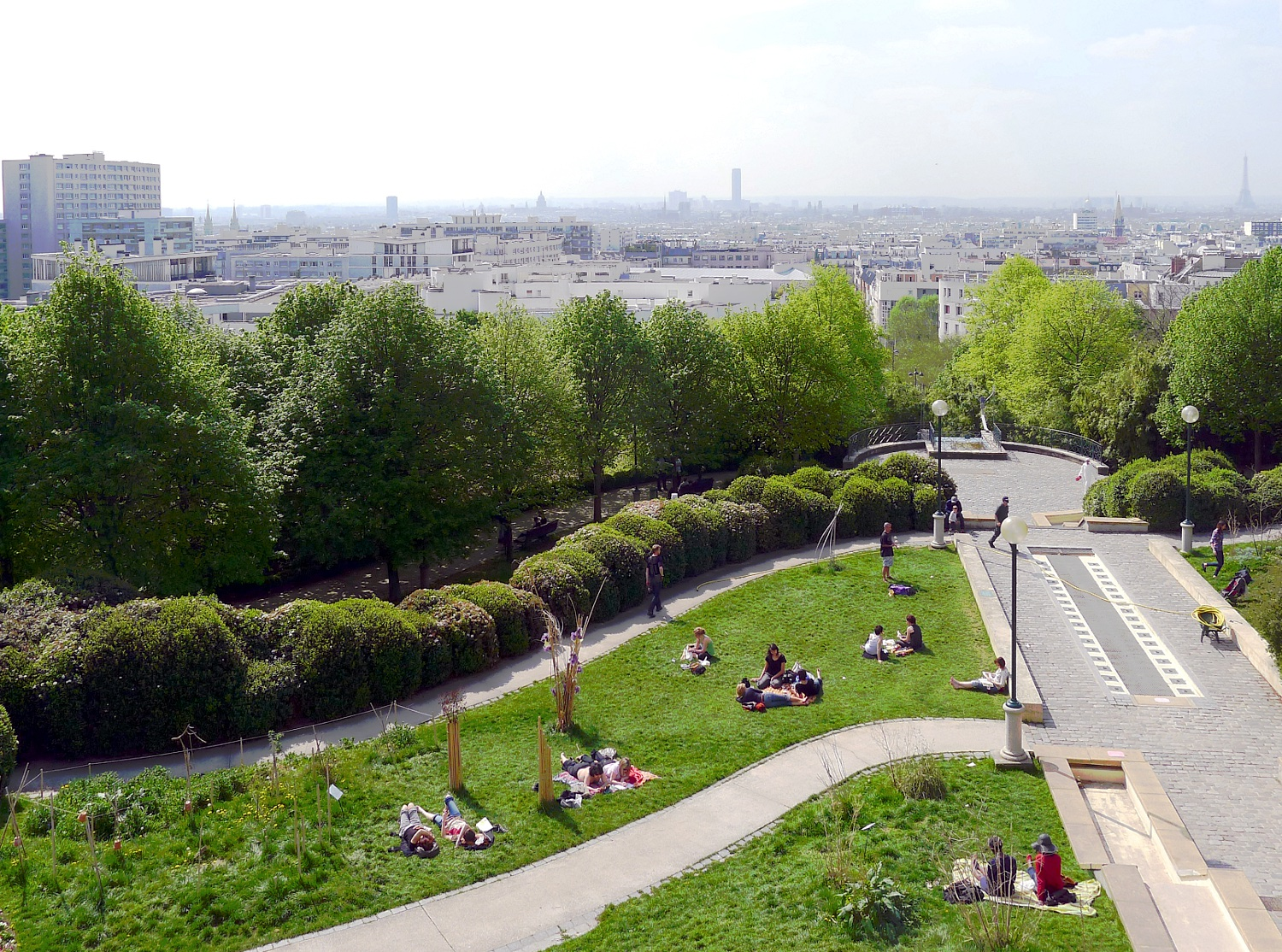
ベルヴィル公園

20区は、パリの東部に位置している。セーヌ川の北の地域にある 。面積は、5.98 平方キロメートル。
北は、同じパリの行政区である19区に接し、南は12区に接している。東は、ペリフェリックに沿う形で市の境界線が敷かれており、セーヌ＝サン＝ドニ県の各自治体、北東はル・プレ＝サン＝ジェルヴェとレ・リラに、東はバニョレに、南東はモントルイユに接し、南東の南寄りではヴァル＝ド＝マルヌ県の自治体であるサン＝マンデに接している。西は11区に接している。

### 隣接する自治体（行政区）
- パリの行政区のうち、以下の区。
  - 11区、12区、19区。
- セーヌ＝サン＝ドニ県のうち、以下の自治体。
  - バニョレ、モントルイユ、ル・プレ＝サン＝ジェルヴェ、レ・リラ。
- ヴァル＝ド＝マルヌ県 のうち、以下の自治体。
  - サン＝マンデ。

### 地区（カルチェ）

パリ・20区のカルチェ詳細図

パリの行政区は、それぞれ4つの地区（カルチェ）に区分されている。20区を構成する4地区のコードと名称は、次のとおりである。
- 77 - ベルヴィル地区 (Quartier de Belleville)
- 78 - サン＝ファルジョー地区 (Quartier de Saint-Fargeau)
- 79 - ペール＝ラシェーズ地区 (Quartier du Père-Lachaise)
- 80 - シャロンヌ地区 (Quartier Charonne)

## 住民

### 人口
20区の人口は、1936年には208,115人となり、ピークに達した。その後は減少を続けたが、1982年の171,971人を底に増加傾向に転じ、1999年にはピーク時の9割弱の182,952人となった。20区のうちでは15区、18区に次いで3番目に人口が多く、1990年以降は、パリの人口の8パーセント台で推移している。2005年の推計では191,800人と見積もられており、人口の増加が見込まれている。
また、人口の減少とともに人口密度も減少しており、1999年の人口密度は、ピーク時の9割弱の30,574人となっている。20区のうちでは4番目に人口密度が高く、パリの平均人口密度の1.3倍である。人口の推移の詳細は、次のとおりである。
| 年     | 区人口  | 市人口    | 区人口／市人口 | 区人口密度 | 市人口密度 | 備考                   |
| ------ | ------- | --------- | -------------- | ---------- | ---------- | ---------------------- |
| 1872年 | 92,772  | 1,851,792 | 5.01%          | 15,503     | 21,303     |                        |
| 1936年 | 208,115 | 2,829,753 | 7.35%          | 34,779     | 32,553     | 人口がピークに達する。 |
| 1954年 | 200,208 | 2,850,189 | 7.02%          | 33,457     | 32,788     |                        |
| 1962年 | 199,310 | 2,790,091 | 7.14%          | 33,307     | 32,097     |                        |
| 1968年 | 188,921 | 2,590,771 | 7.29%          | 31,571     | 29,804     |                        |
| 1975年 | 175,795 | 2,299,830 | 7.64%          | 29,378     | 26,457     |                        |
| 1982年 | 171,971 | 2,176,243 | 7.90%          | 28,738     | 25,035     |                        |
| 1990年 | 184,478 | 2,152,423 | 8.57%          | 30,829     | 24,761     |                        |
| 1999年 | 182,952 | 2,125,246 | 8.61%          | 30,574     | 24,449     |                        |
| 2005年 | 191,800 | 2,166,200 | 8.85%          | 32,052     | 24,920     | 人口は推計。           |

- 注意
  - 人口密度は、1平方キロメートルあたりの人口。区人口密度は、20区の面積を5.984平方キロメートルとして算出した。また、市人口密度は、森林部（ヴァンセンヌの森、ブローニュの森）を除くパリ市全体の面積（86.927平方キロメートル）をもとに算出した。
  - 1962年から1999年までの区人口及び市人口は、フランス国立統計経済研究所のデータ （Île-de-France ）を参考とした。

## 歴史
第二帝政下の1860年、ティエールの城壁の内のコミューンの全部または一部がパリに併合されたが、現在の20区付近では、ベルヴィル界隈並びにシャロンヌ、ル・プレ＝サン＝ジェルヴェ、バニョレの一部が併合された。このとき、メニルモンタンのあるベルヴィル通り以南など、これらの領域を含む形で20区の区域の設定が行われた。
ちなみに、シャロンヌからバニョレに至る一帯には、かつて幼君ルイ15世の摂政オルレアン公フィリップ2世らオルレアン家が所有したバニョレ城（Château de Bagnolet）があった。
現在のパリ19区及び20区に跨がり、さらに10区と11区に及ぶ地域を包含するベルヴィル、さらに現在のほぼ19区内にあたるラ・ヴィレット界隈をも含めて、歴史的にはワイン生産者や葡萄畑の収穫人、採石労働者や石工などの職人といった労働者階級のコミューンとして発展した。1848年の第二共和政、1871年のパリ・コミューンの存立では、ベルヴィル界隈のコミューンが大きな役割を果たした。特にパリ・コミューンの時には、メニルモンタン界隈と共に、ヴェルサイユの政府軍に対して最も大きな抵抗を示した。
20世紀半ばになると、多くの移民が定住するようになった。1933年のドイツ第三帝国成立によりユダヤ系ドイツ人が、1939年のフランコ独裁政権成立によりスペイン人、他にイタリア人らが、60年代にはユダヤ系トルコ人、アルジェリア人やピエ・ノワールらがこの地にやってきた。現在では、マグリブ諸国のアラブ系や、サハラ以南のアフリカ系の他、13区のトルビアック通り界隈と同様、中国系（華僑系）の旧仏印出身者もベルヴィル界隈で目立つようになり、いわば"中華街"として仏語版「パリのアジア人地区 (Quartiers asiatiques de Paris)」の記事の中でも括られている。

## 政治・行政・司法

### 主な官公庁・公共機関
- 第20区役所（Mairie du 20e arrondissement） - ペール・ラシェーズ墓地の北東側にあるガンベタ広場に面している。

## 軍事
- 対外治安総局（Direction Générale de la Sécurité Extérieure; DGSE） - 軍事省（国防省）管轄の対外情報機関（ないし諜報機関）。パリ外郭環状の20区モルティエ大通り（Boulevard Mortier）141番地界隈にある。同様に軍事省管轄の軍事偵察局は15区にある。
一方、対内治安情報機関の旧国土監視局は、2007年まで15区グルネル地区ネラトン通り（Rue Nélaton）7番地にあった。2008年7月1日に統合され現在の国内治安総局に改組し、ルヴァロワ＝ペレに所在する。

## 経済

### 主な店舗・商業施設
- プランタン＝パリ・ナシオン （Printemps-Paris Nation） - パリの東の玄関口・ナシオン広場近くにあるプランタン百貨店の支店。12区-20区との境界線上20区側、クール・ド・ヴァンセンヌ通り (Cours de Vincennes) 21-25番地界隈にある。

## 健康・福祉

### 保健・医療
- トゥノン病院 （Hôpital Tenon）

## 生活

### 上水道
- メニルモンタン貯水池 （Réservoir de Ménilmontant） - パリ市内に飲料水を供給している貯水池のひとつ。

### 墓地等
- シャロンヌ墓地（Cimetière de Charonne）
  - サン＝ジェルマン・ド・シャロンヌ教会 (Église Saint-Germain de Charonne) の附設墓地。
- ベルヴィル墓地（Cimetière de Belleville）
- ペール・ラシェーズ墓地（Cimetière du Père-Lachaise）
  - 多くの著名人らが眠る。ジム・モリソンといった著名人墓への参拝が絶えない墓地で知られている。

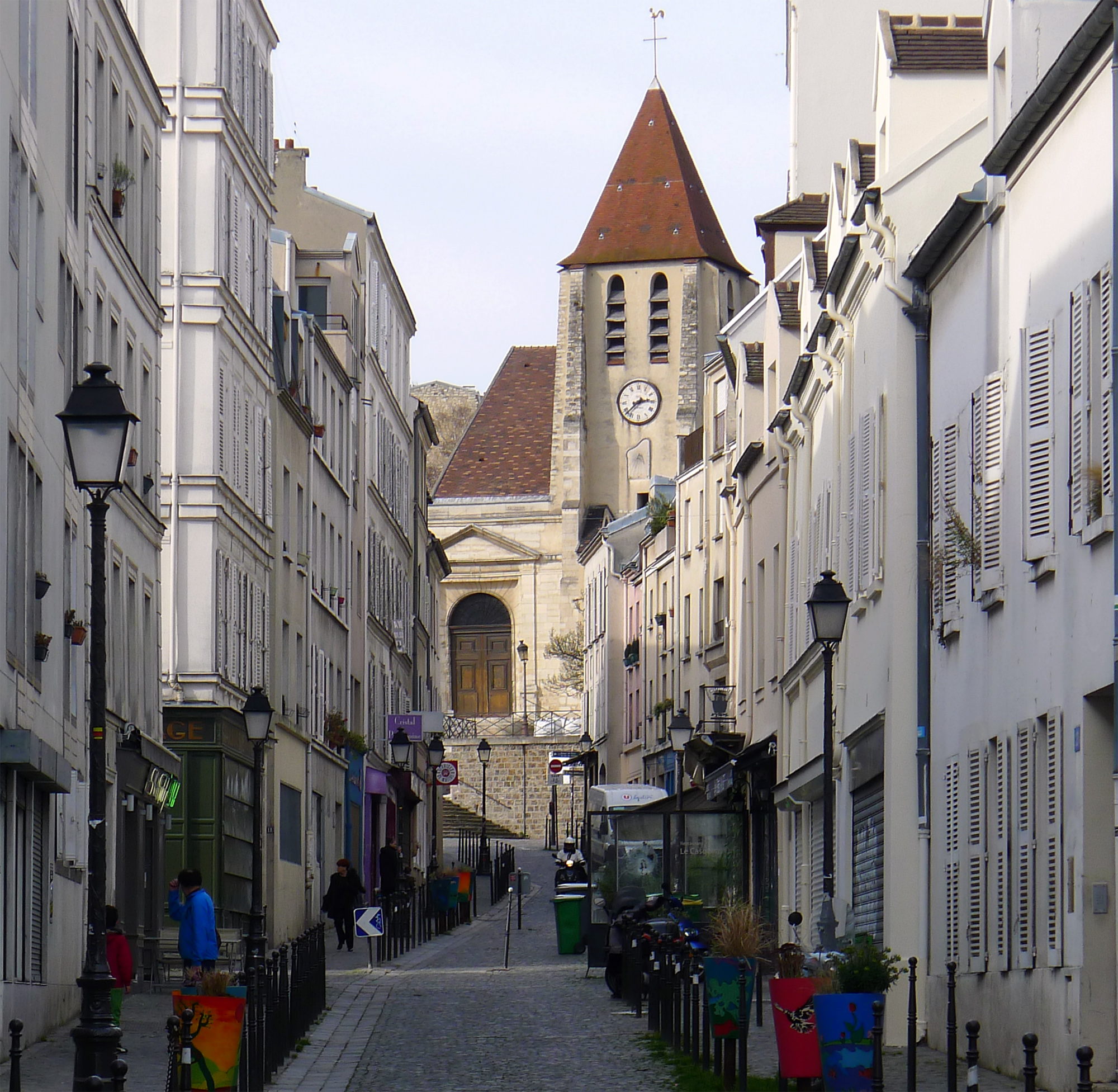
Église Saint-Germain de Charonne vu depuis la rue Saint-Blaise.
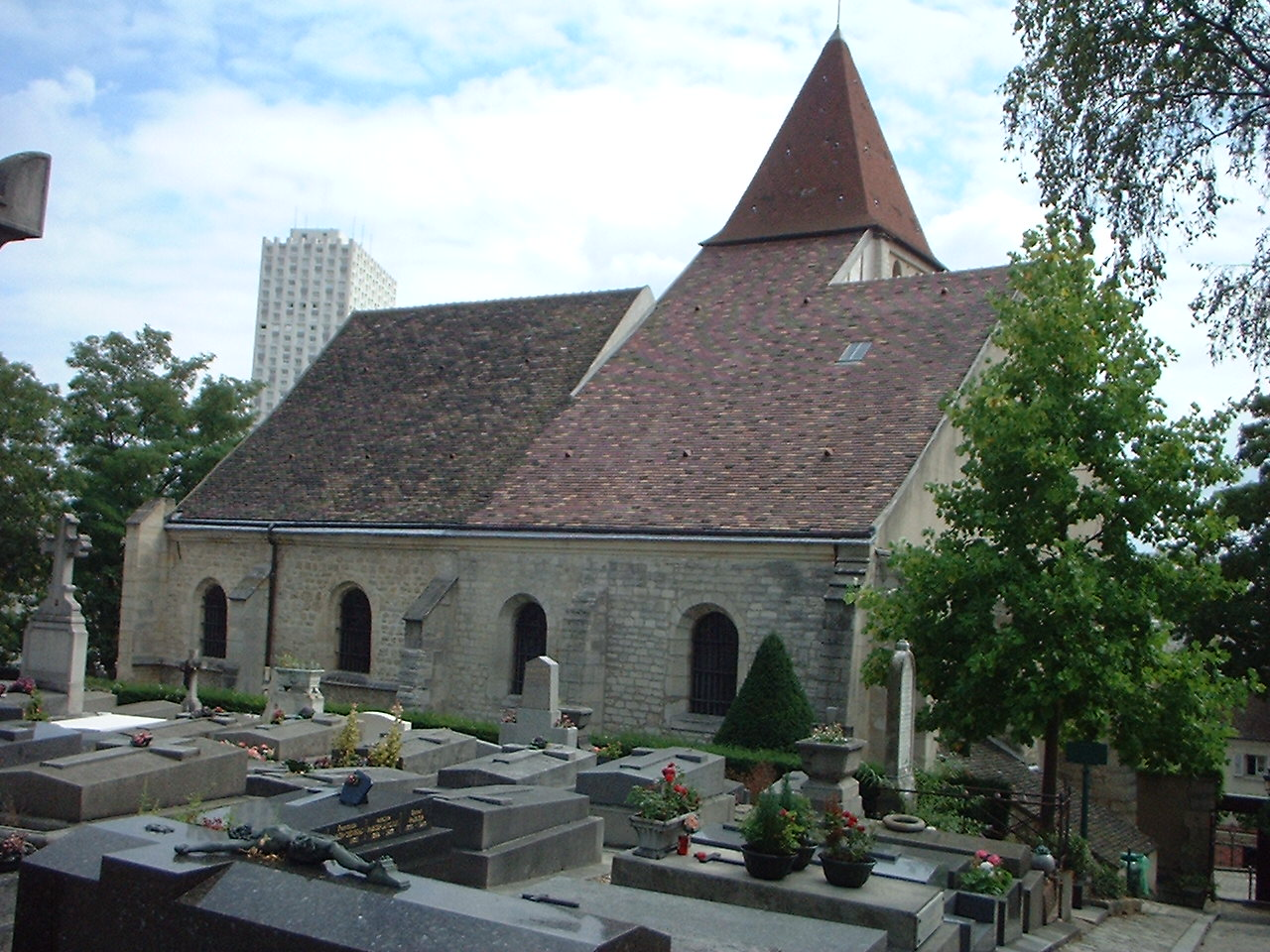
Église et cimetière de St Germain de Charonne.
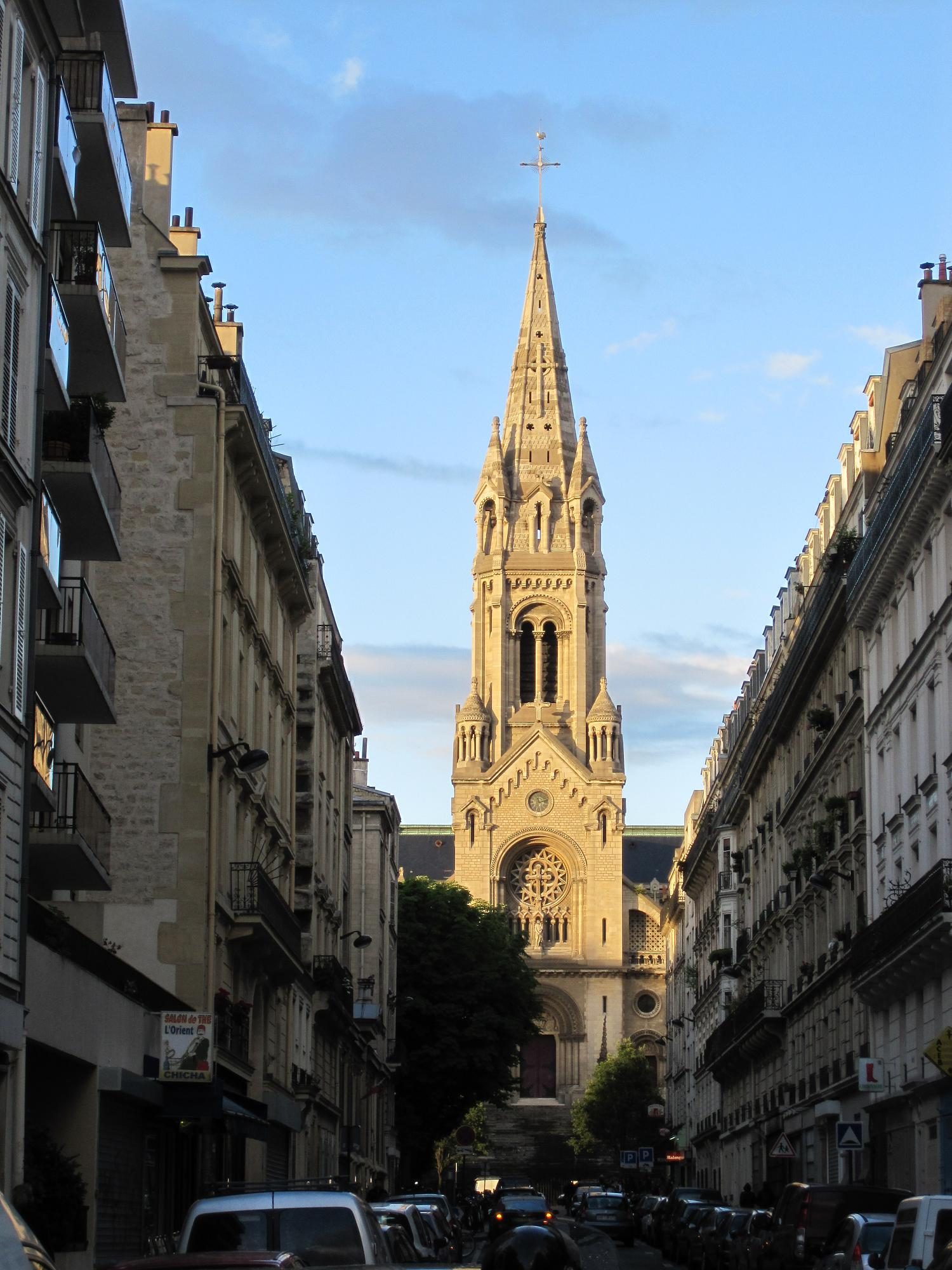
Église Notre-Dame-de-la-Croix de Ménilmontant vu depuis la rue Étienne-Dolet.

## 教育

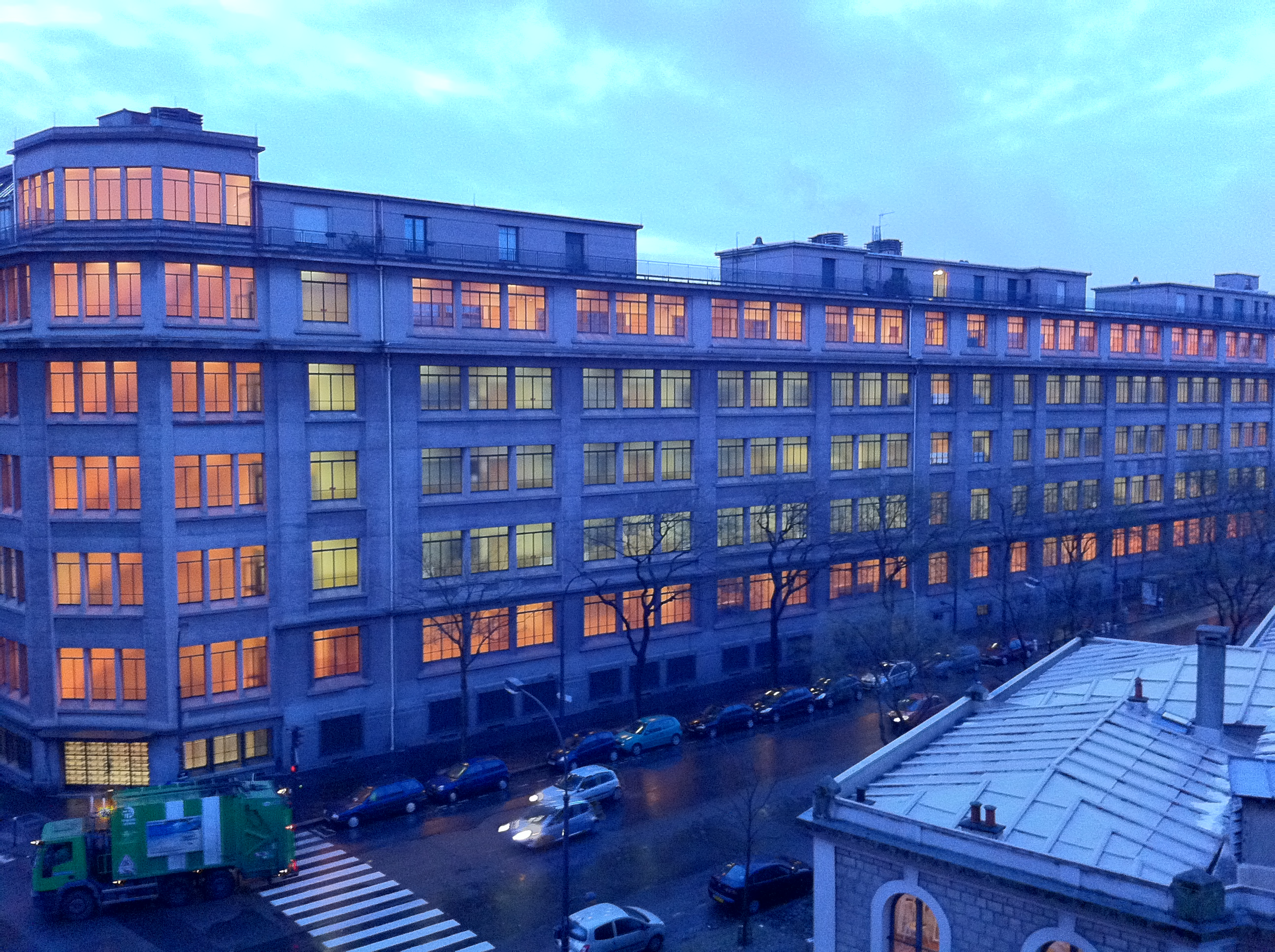
Le lycée Hélène-Boucher et Rue des Pyrénées vue de Rue de Lagny.

### 大学等
- エコール・シュペリウール・ダルキテクテュール・デ・ジャルダン・エ・デ・ペイザージュ（École supérieure d'architecture des jardins et des paysages） - エコール・ド・ペイザージュの一校。私立。略称は ESAJ。ペール・ラシェーズ墓地南側、バニョレ通り (Rue de Bagnolet) 49番地にある。

### 高等学校
- リセ・エレーヌ＝ブーシェ （Lycée Hélène-Boucher） - ヴァンセンヌの森近隣界隈、12区との境界線上クール・ド・ヴァンセンヌ通り (Cours de Vincennes) 75番地にあるリセ。
- リセ・モーリス＝ラベル （Lycée Maurice-Ravel） - 12区との境界線上20区側、クール・ド・ヴァンセンヌ通り89番地にあるリセ。

## 文化施設

### 映画館・劇場
- 国立コリーヌ劇場 （Théâtre National de la Colline）
- パリ東劇場 （テアトル・ド・レスト・パリジアン、Théâtre de l'Est Parisien (TEP)）
- ヴァンティエーム劇場 （Vingtième Théâtre）

## 体育施設

### プール
- ジョルジュ＝ヴァルレー・プール （Piscine Georges-Vallerey）

## 宗教施設

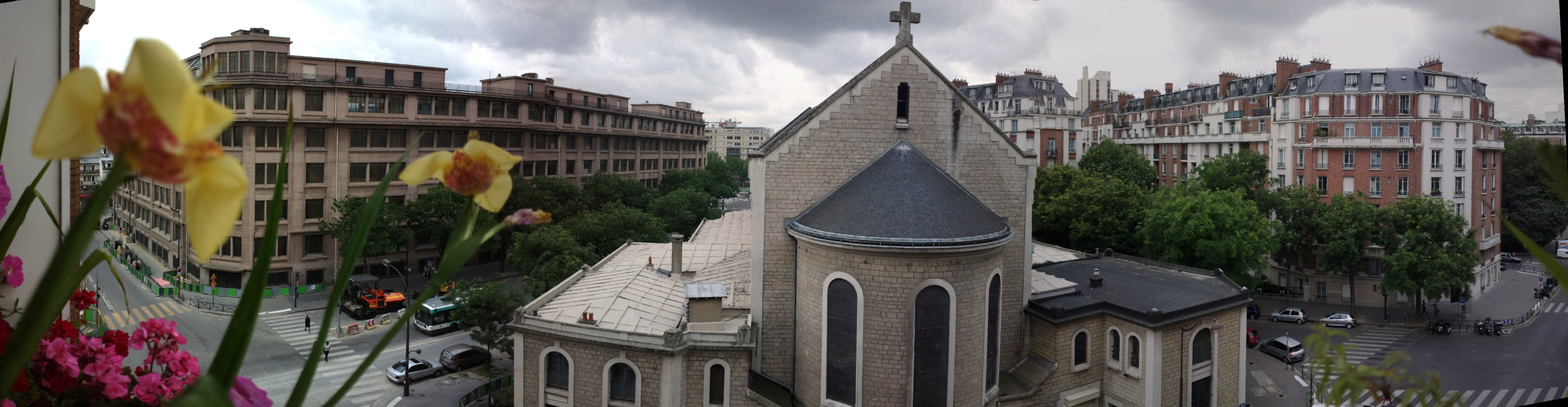
サン＝ガブリエル・カトリック教会。左側はリセ・エレーヌ＝ブーシェ
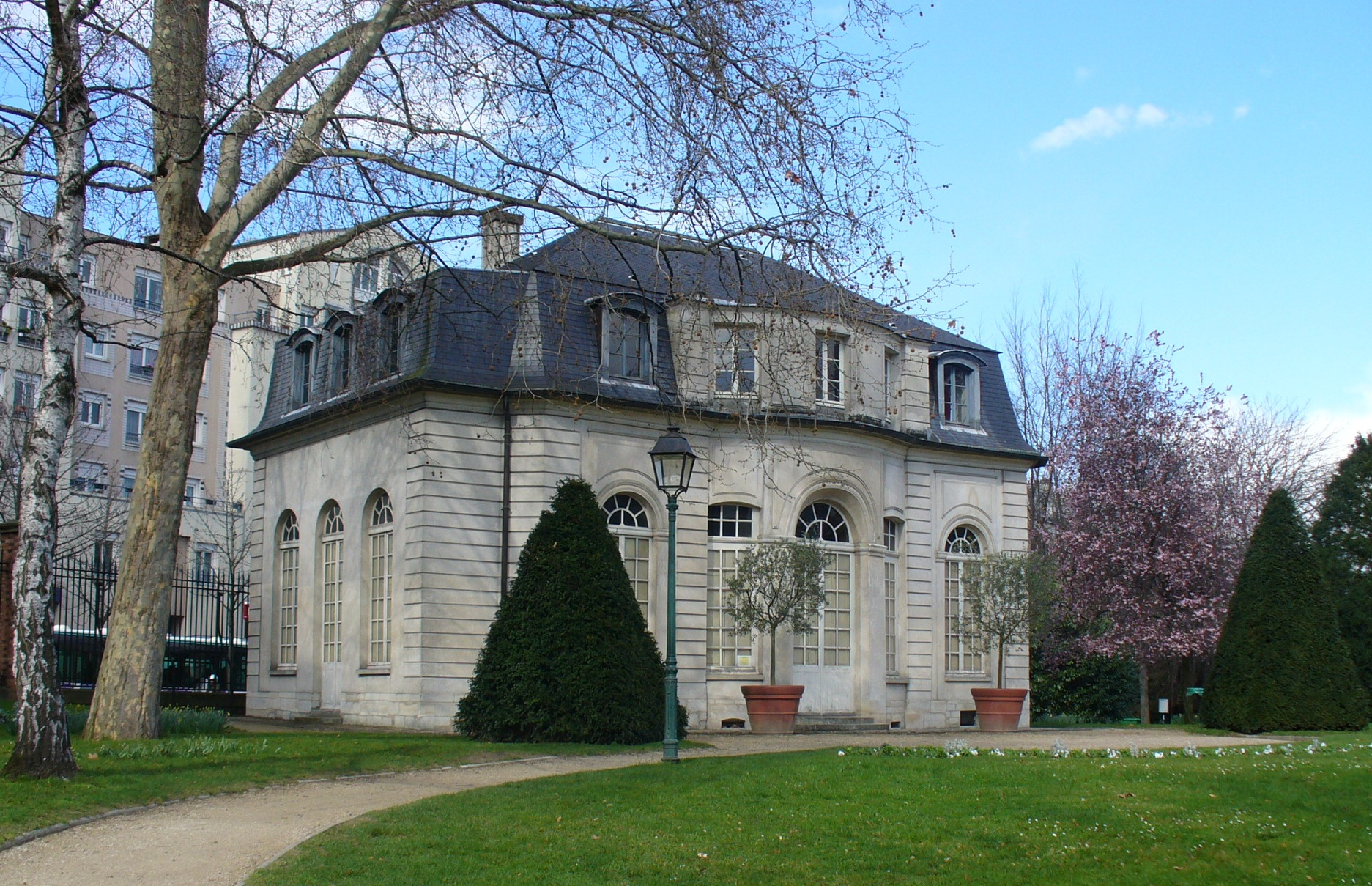
"パヴィヨン・ド・レルミタージュ (Pavillon de l'Ermitage)"。バニョレ城（fr）の一部を形成した別館として、バニョレ通り (Rue de Bagnolet) 148番地界隈にある。

### 教会・寺院
- サン＝ジェルマン・ド・シャロンヌ教会（Église Saint-Germain de Charonne）
- ノートル＝ダム・ド・ラ・クロワ教会（Église Notre-Dame de la Croix）
  - または、ノートル＝ダム・ド・ラ・クロワ・ド・メニルモンタン教会 Église Notre-Dame-de-la-Croix de Ménilmontant
- ノートル＝ダム＝ド＝ルルド教会（Église Notre-Dame-de-Lourdes）

## 観光・憩い

### 建築
- パヴィヨン・ド・レルミタージュ（Pavillon de l'Ermitage）
  - バニョレ城（fr）の一部を成し、幼君ルイ15世摂政オルレアン公フィリップ2世がヴェルサイユからパリに宮殿を移すに伴い、1719年にお城を所有、その妃フランソワーズ・マリー・ド・ブルボンに与えた。お城は彼女の好みに合わせた改築が成されてから"エルミタージュ"が設けられ、彼女も居住した。彼女の死後、子のオルレアン公ルイは父と同様にこのお城ではなくサント＝ジュヌヴィエーヴ修道院（現在のパリ5区、リセ・アンリ4世校界隈）に居住した。1769年、彼女の孫オルレアン公ルイ・フィリッブ1世の代になると、オルレアン家はこの城の所有を手放し、その後19世紀に入り、"エルミタージュ"を残し、お城は取り壊された。"エルミタージュ"はパリ20区内バニョレ通り148番地 (148 Rue de Bagnolet) 界隈に現存している[4]。

### 公園・緑地等
- エディット＝ピアフ広場 （Place Édith-Piaf）
- エマニュエル＝フルーリ公園 （Square Emmanuel-Fleury）
- サラ＝ベルナール公園 （Square Sarah Bernhardt）
- 自然庭園 （ジャルダン・ナテュレル、Jardin Naturel）
- セヴリーヌ公園 （Square Séverine）
- ベルヴィル公園 （Parc de Belleville）
- メニルモンタン・エ・サン＝シモニアン公園 （Square de Ménilmontant et des Saint-Simoniens）

## 交通

### 鉄道

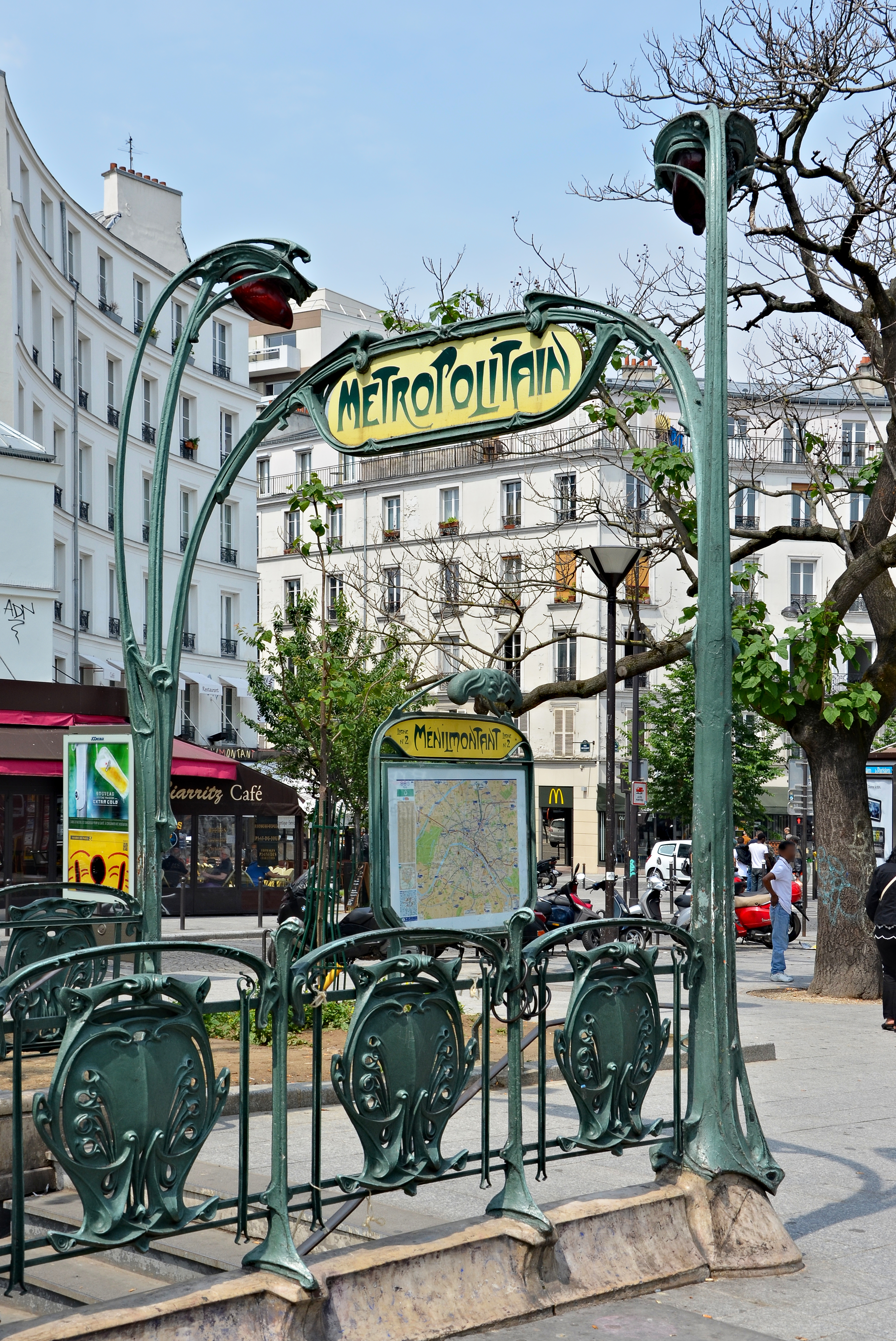
エクトール・ギマール作, メニルモンタン駅の20区側メトロ出入り口
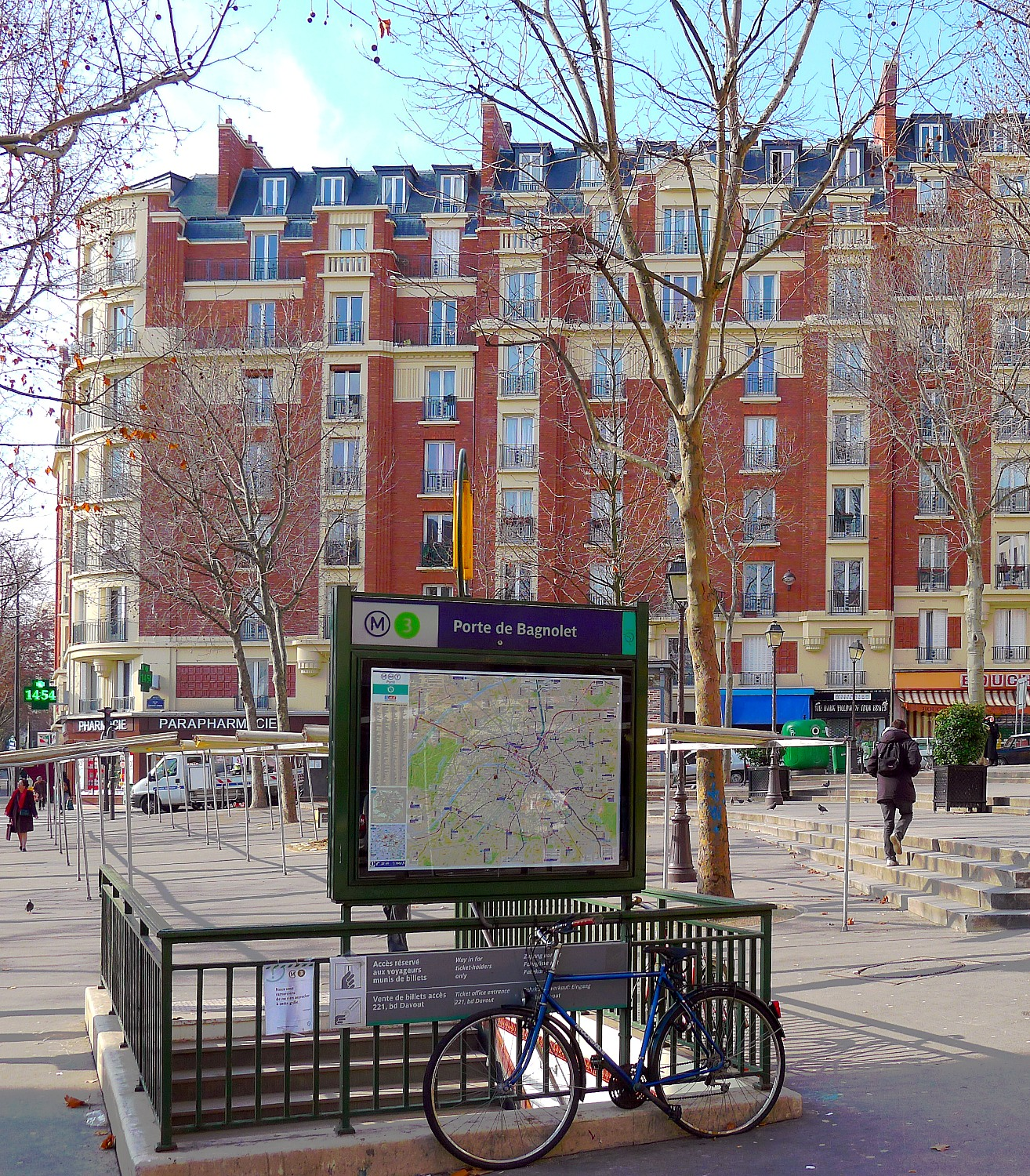
エディット＝ピアフ広場のメトロ ポルト・ド・バニョレ駅出入り口 (Station Porte de Bagnolet sur la place Edith-Piaf.)
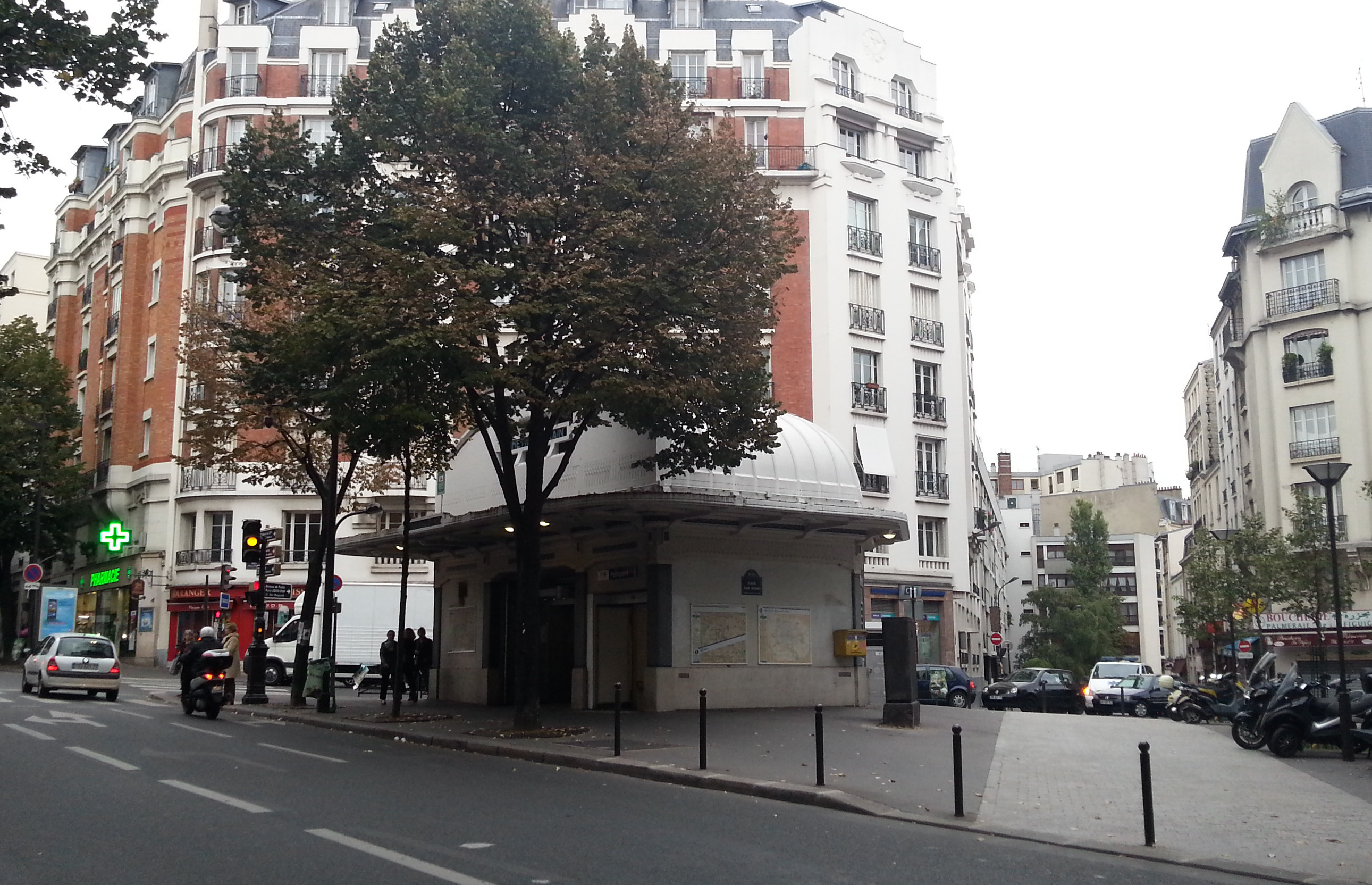
ポール＝シニャック広場 (Place Paul-Signac) のメトロ ペルポール駅出入り口。区役所があるガンベッタ広場やトゥノン病院の北東側至近に位置する。ガンベッタ広場界隈からガンベッタ大通りが伸びる。
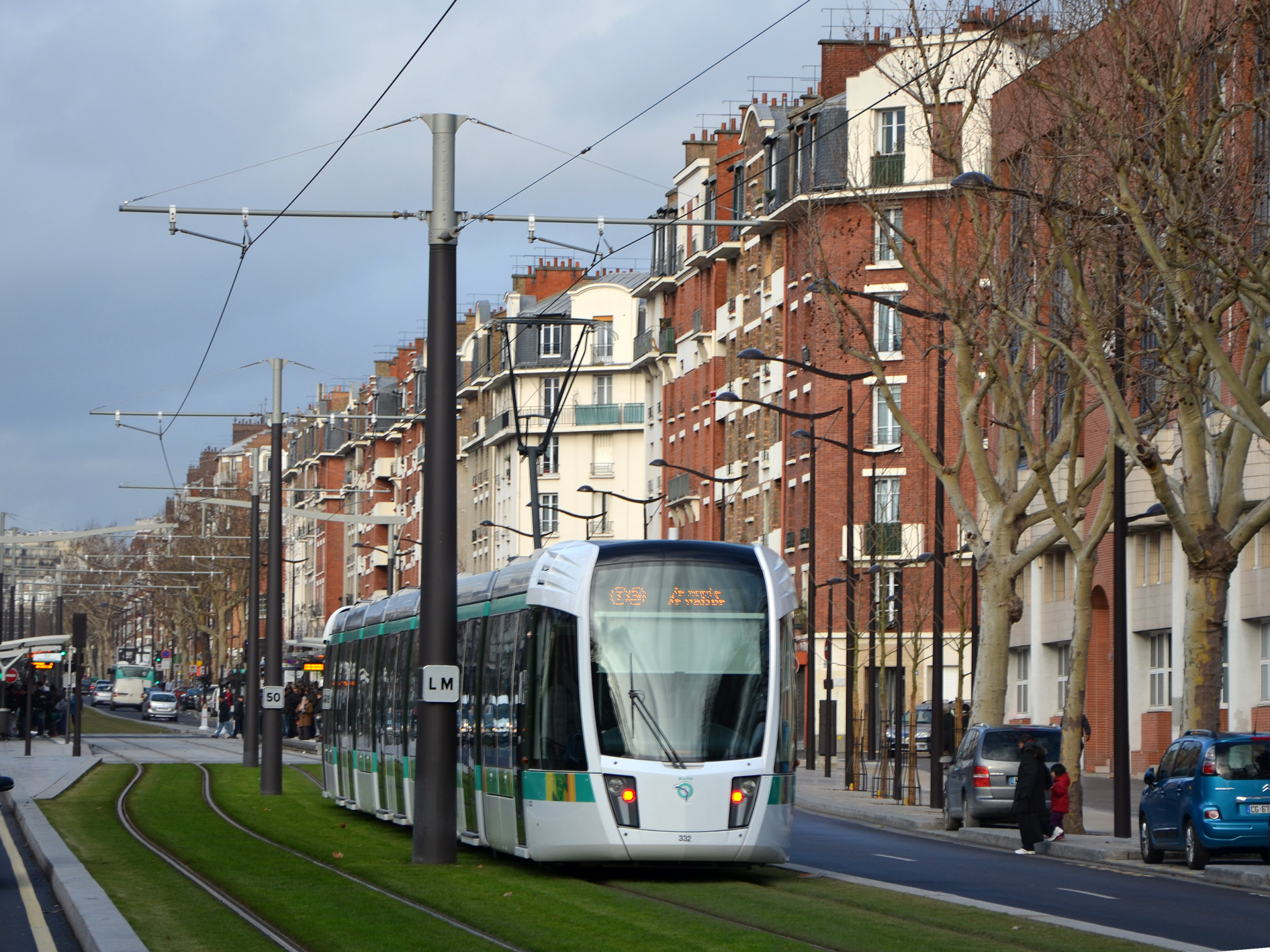
ダヴー大通りを走るトラムウェイ (Rame de tramway de la ligne T3b sur le Boulevard Davout)
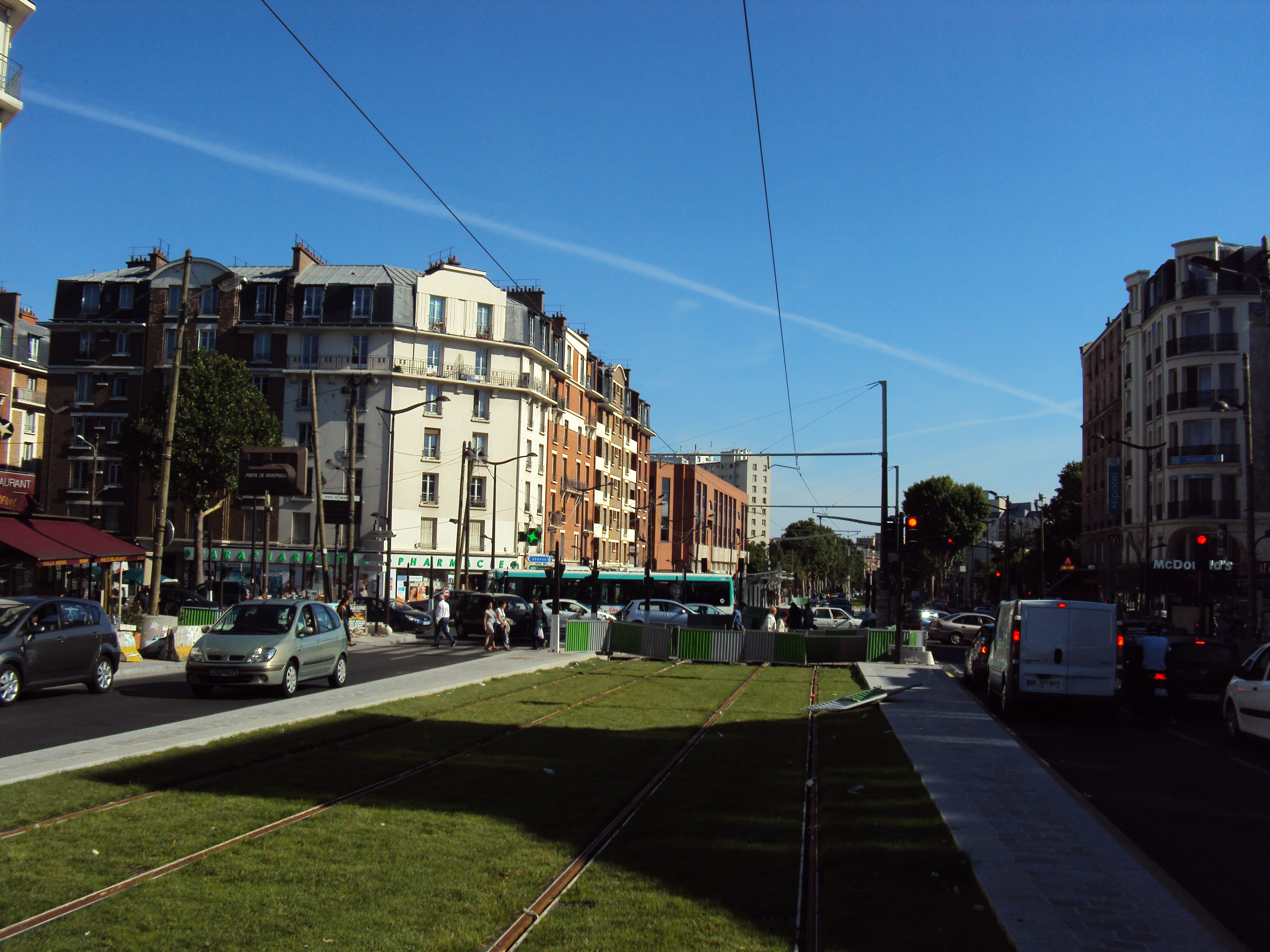
Travaux du tramway T3 Entre Marie de Miribel et porte de Montreuil
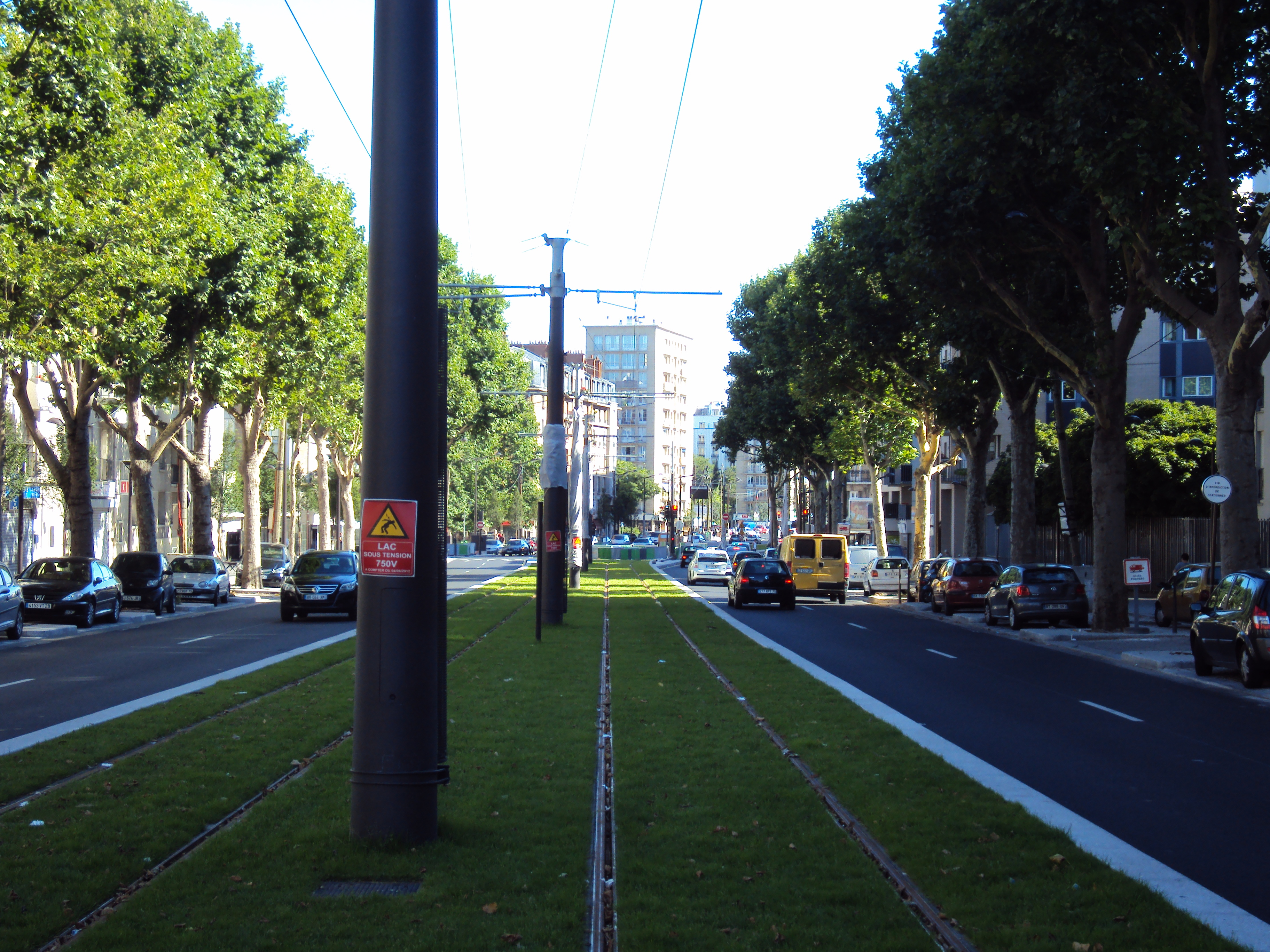
Travaux du tramway T3 Entre porte de Montreuil et porte de Vincennes

- 地下鉄・メトロ （パリ交通公団（RATP））
  - 1号線
    - ポルト・ド・ヴァンセンヌ駅のみ。

  - 2号線
    - ベルヴィル駅 – クロンヌ駅 – メニルモンタン駅 – ペール・ラシェーズ駅 – フィリップ・オーギュスト駅 – アレクサンドル・デュマ駅 – アヴロン駅 – ナシオン駅

  - 3号線
    - ペール・ラシェーズ駅 – ガンベタ駅 – ポルト・ド・バニョレ駅

  - 3bis線
    - ガンベタ駅 – ペルポール駅 – サン＝ファルジョー駅 - ポルト・デ・リラ駅

  - 9号線
    - ビュザンヴァル駅 – マレシェ駅 – ポルト・ド・モントルイユ駅

  - 11号線
    - ベルヴィル駅 – ピレネー駅 – ジュールダン駅 – (プラス・デ・フェット駅 (19区)) – テレグラフ駅 – ポルト・デ・リラ駅

### 高速道路・有料道路
- ペリフェリック （パリ環状道路） （Boulevard Périphérique）
  - ポルト・デ・リラ - ポルト・ド・バニョレ - ポルト・ド・モントルイユ - ポルト・ド・ヴァンセンヌ

### 道路

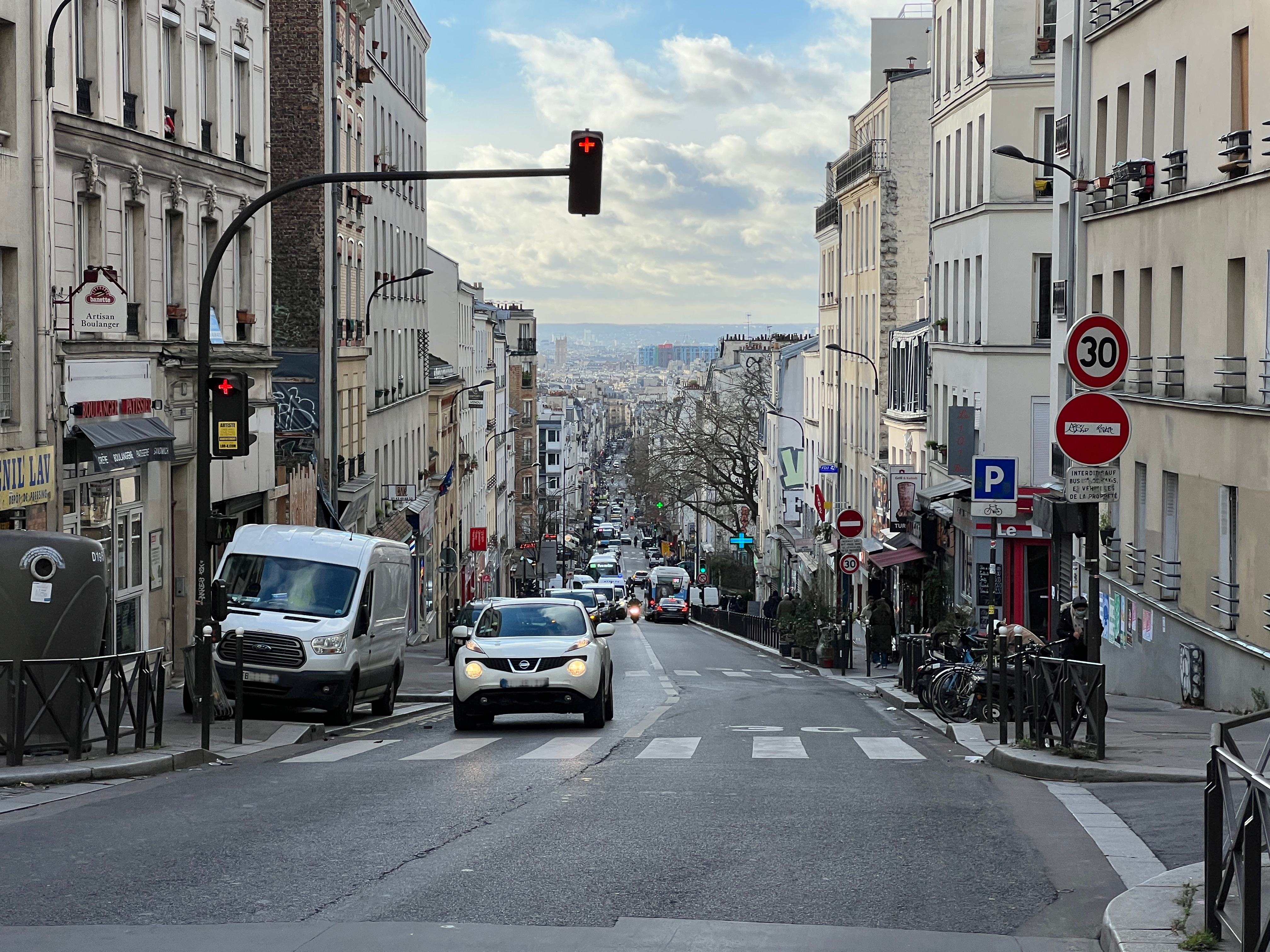
Rue de Ménilmontant
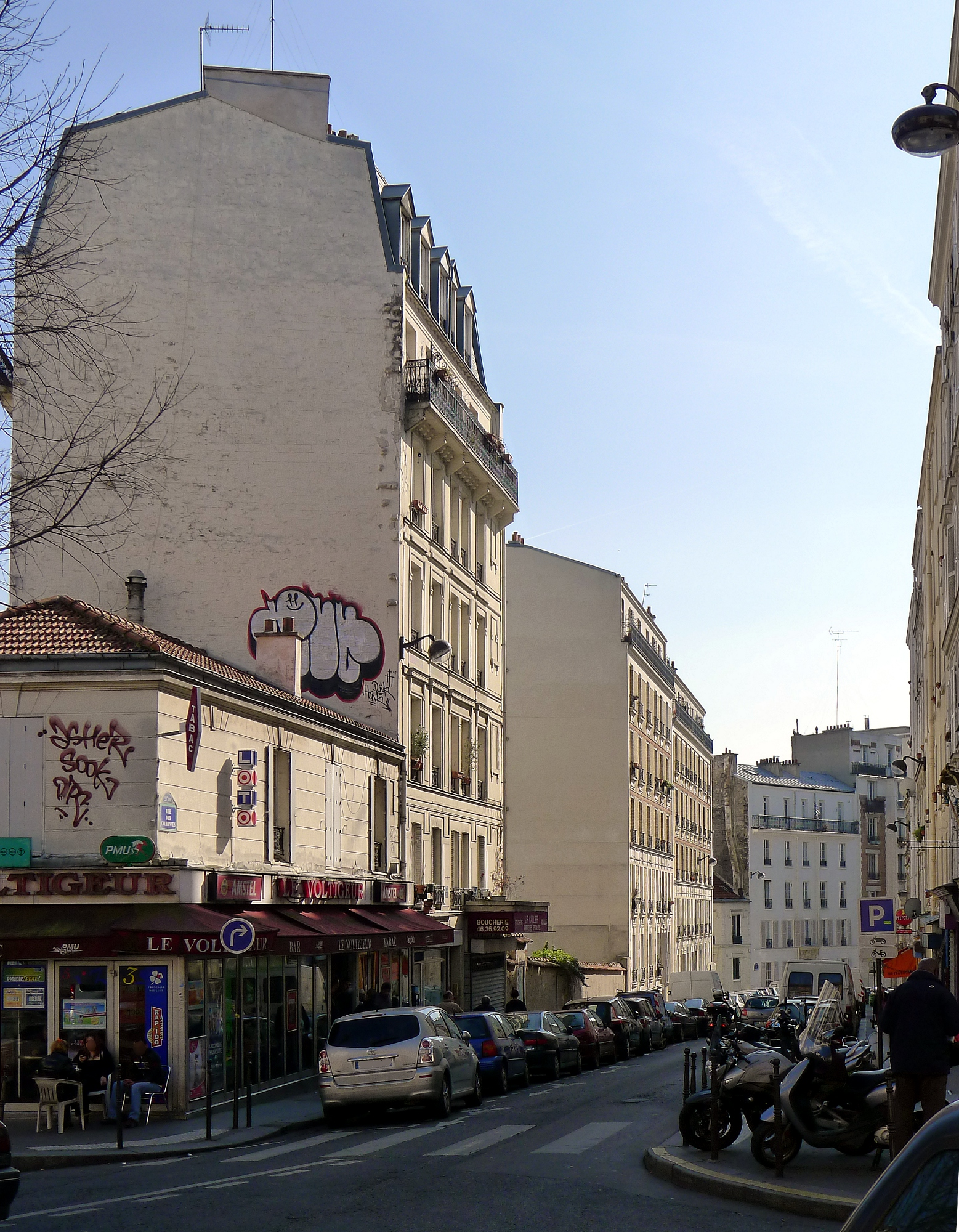
Rue des Couronnes
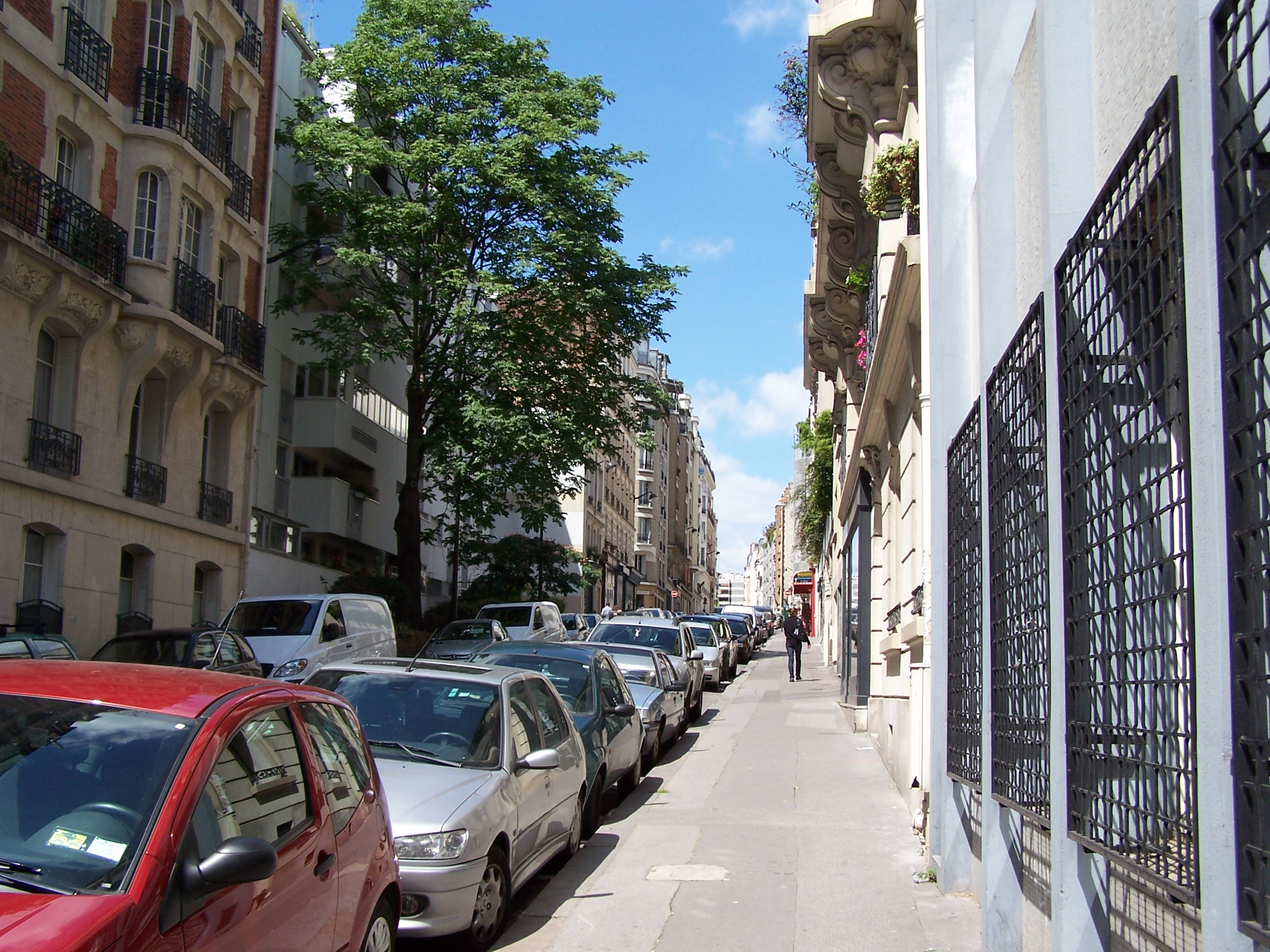
La rue de la Chine
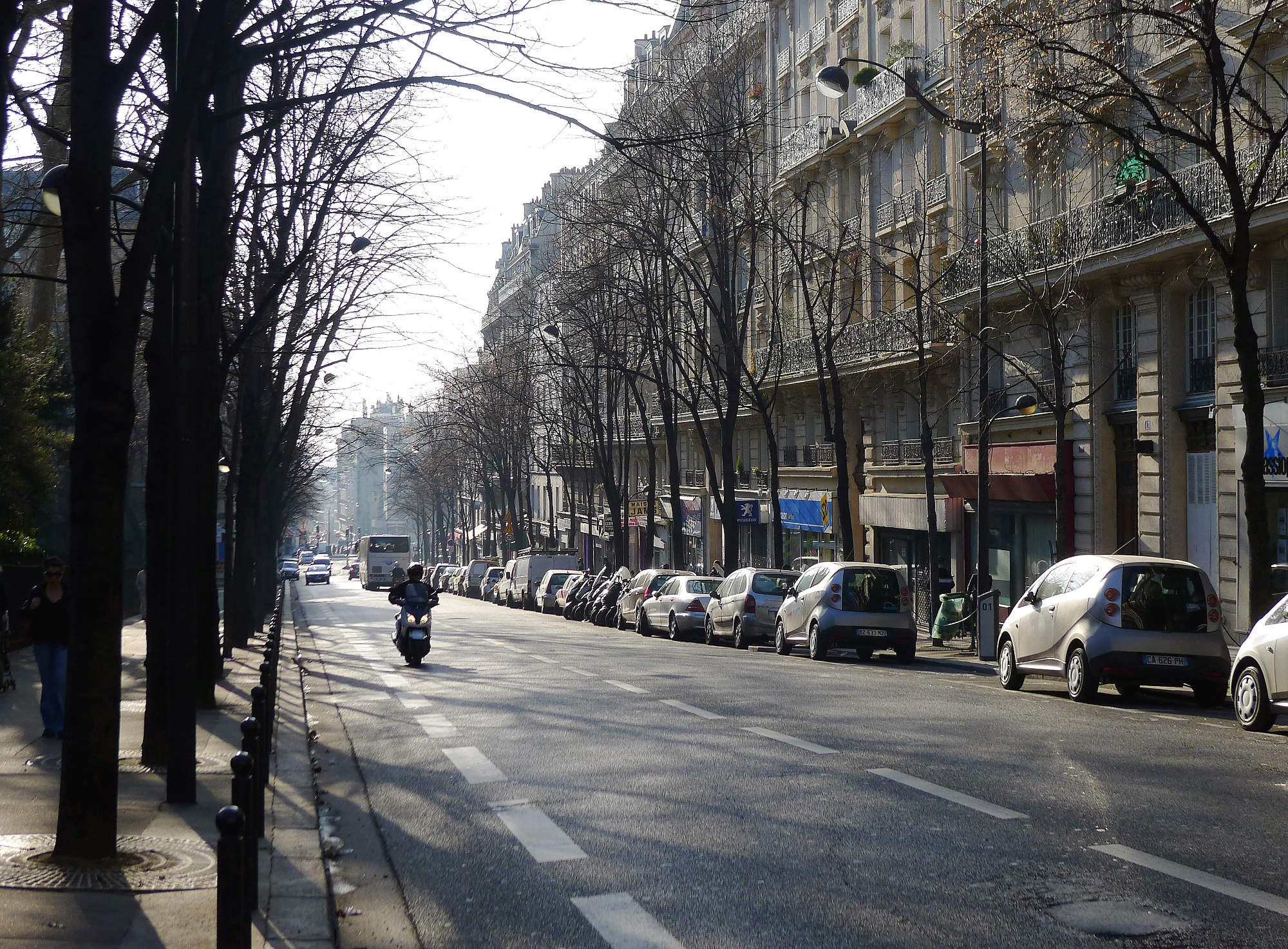
Avenue Gambetta
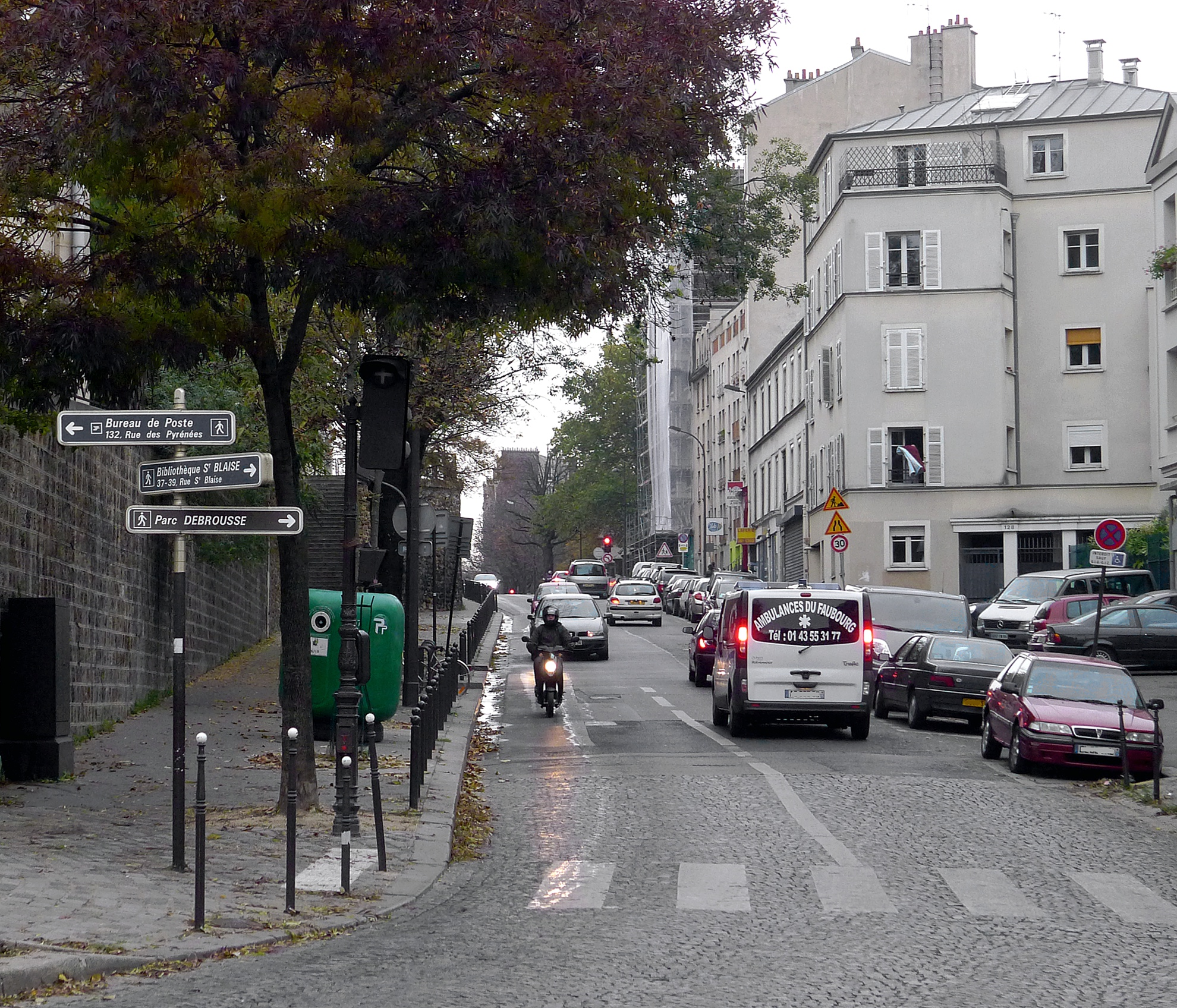
Vue de la rue de Bagnolet au niveau de la place Saint-Blaise, en direction de la porte de Bagnolet.
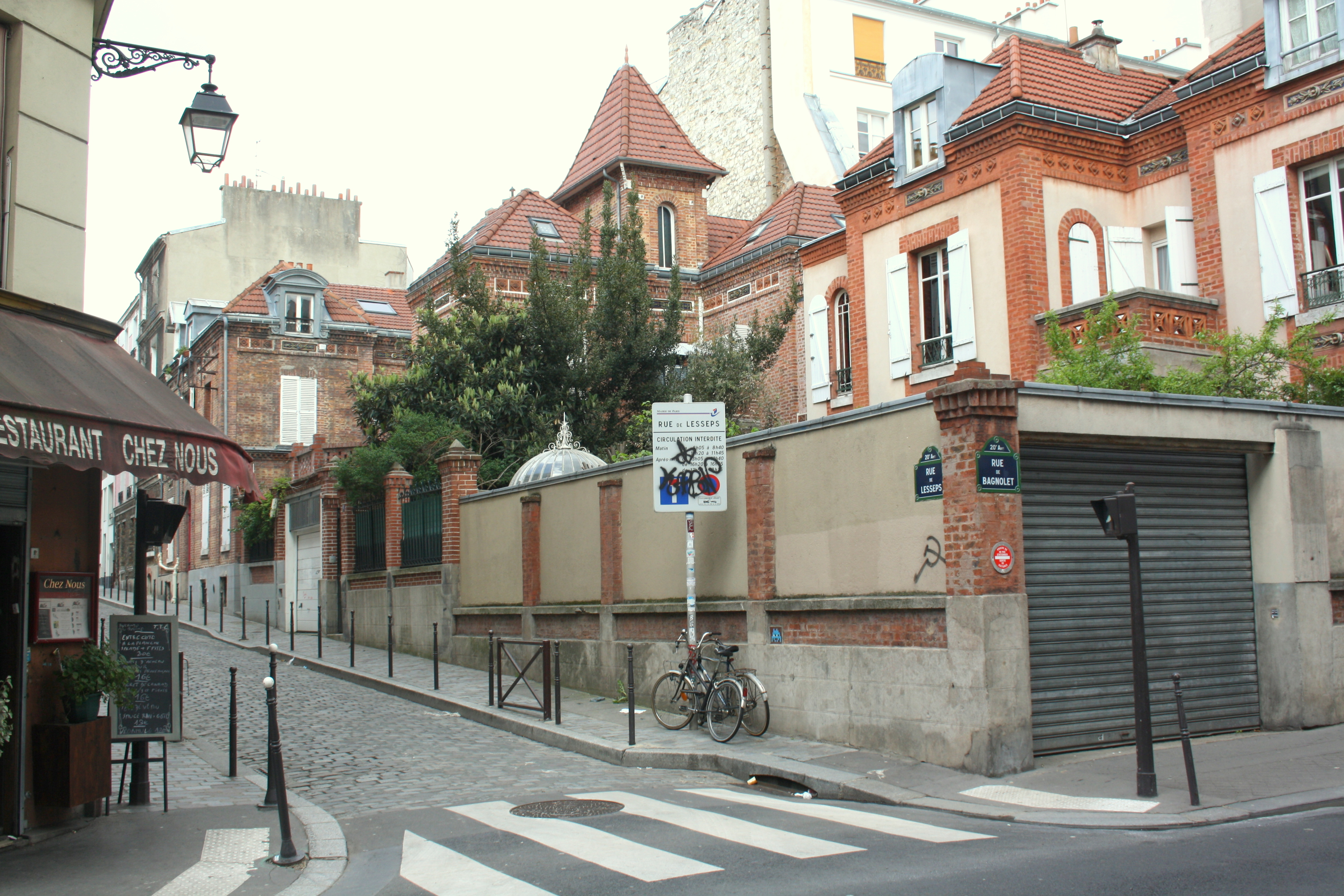
La rue de Bagnolet
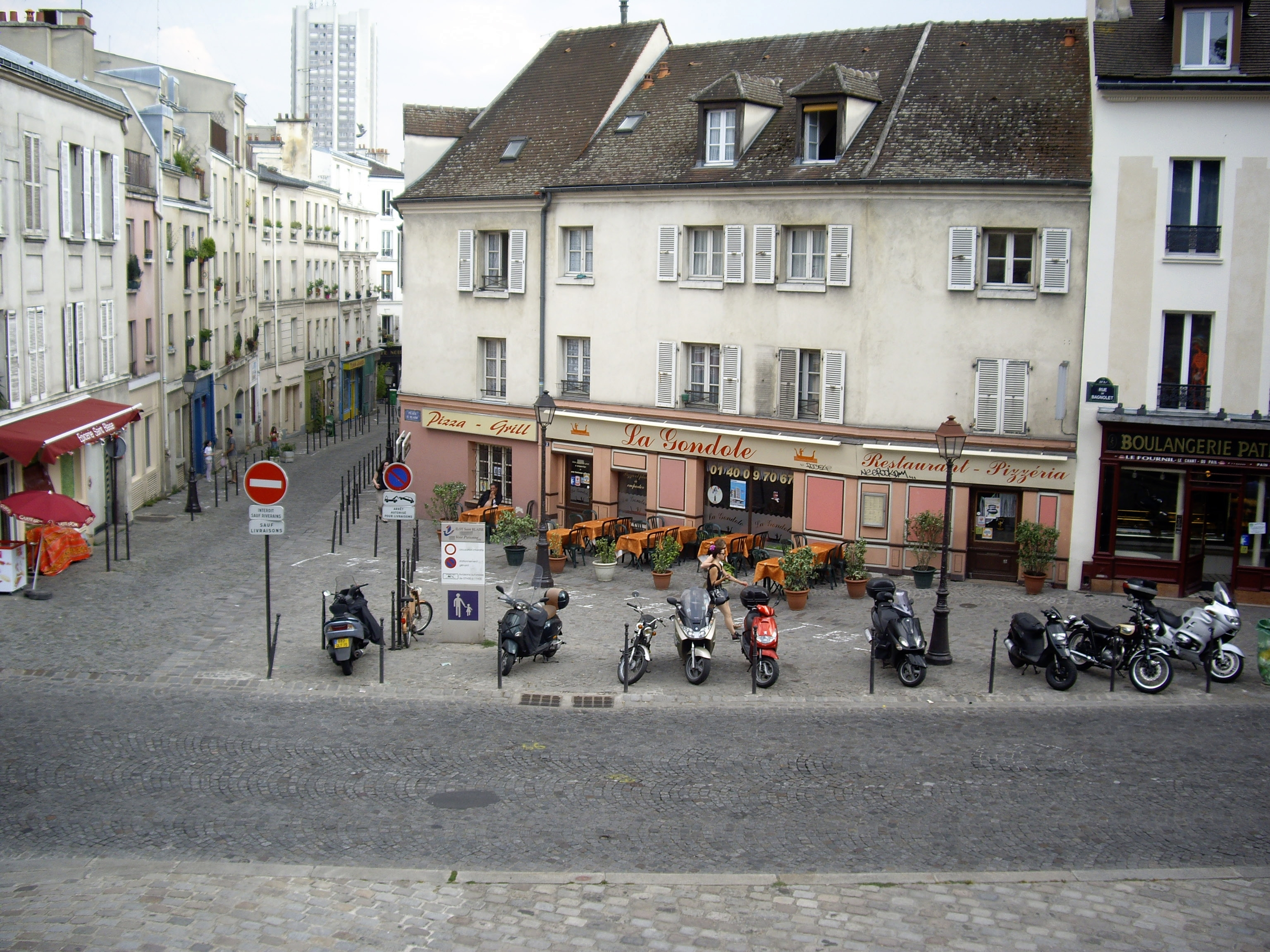
Place Saint-Blaise, Paris 20e. Vue de l'église Saint-Germain-de-Charonne. Au premier plan, le rue de Bagnolet. Au fond sur la gauche, la rue Saint-Blaise.
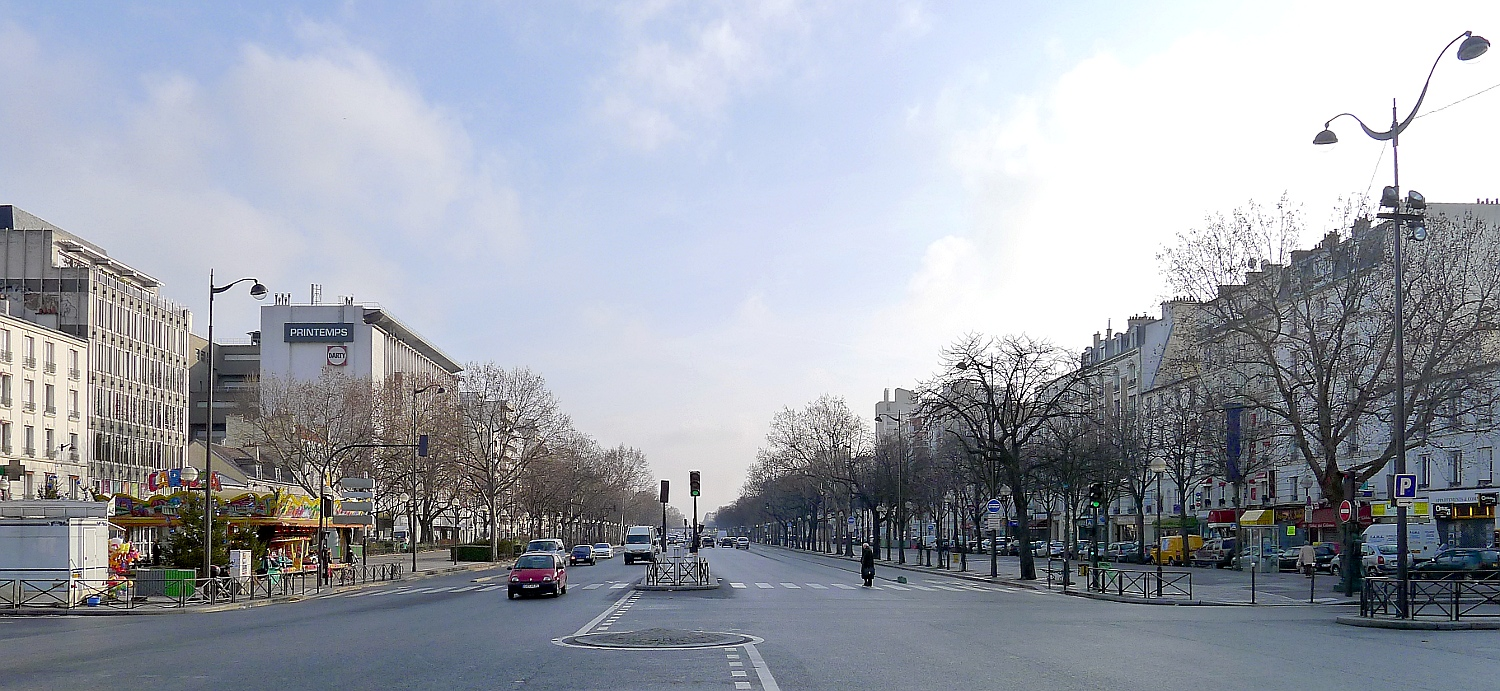
クール・ド・ヴァンセンヌ通り。ナシオン広場側からポルト・ド・ヴァンセンヌ (Porte de Vincennes) 方面を見る

- アヴロン通り（Rue d'Avron）
- アクソ通り （Rue Haxo）
- オルトー通り（Rue des Orteaux）
- ガンベタ大通り（ガンベッタ大通り, Avenue Gambetta）
  - ペール・ラシェーズ墓地北西端のメトロ ペール・ラシェーズ駅があるオーギュスト＝メティヴィエ広場 (Place Auguste-Métivier) 交差点から、同墓地の北側に沿って東西に走り、ガンベタ駅や20区役所等があるガンベタ広場を経由して、区内を右斜め上にポルト・デ・リラまで走る通り。通り名はレオン・ガンベッタから。ガンベッタ広場には区役所、映画館MK2 Gambetta等があり、区役所裏手のトゥノン病院の北東側に位置するメトロ ペルポール駅があるポール＝シニャック広場を通る。同広場からガンベッタ大通り沿いをポルト・デ・リラ方向に向かうと、スーパーのモノプリ (Monoprix)やピザハット、そこそこ内外で有名なブーランジュリー La Gambette à Pain･･等がある。
- クール・ド・ヴァンセンヌ通り（Cours de Vincennes）
  - パリの東の玄関口・ナシオン広場から東へヴァンセンヌの森北側方面、12区との境界線上を走る目抜き通り。同広場近隣通り20区側にはプランタン百貨店パリ・ナシオン店がある。
- クロンヌ通り（Rue des Couronnes）
  - ベルヴィル公園の南側を東西に走る。途中、下記ヴィラン通りが分かれる。
- サン＝ファルジョー通り（Rue Saint-Fargeau）
- シャロンヌ大通り（Boulevard de Charonne）
  - ベルヴィル、メニルモンタン大通りと続いて、11区と20区との境界線上、ペール・ラシェーズ墓地西側を南北に走り、南側ナシオン広場東側至近まで伸びてゆく。
- ダヴー大通り（Boulevard Davout）
  - ナポレオン戦争末期に至るまで常勝無敗で通したルイ＝ニコラ・ダヴー元帥から名付けられた。下記モルティエ大通りと共に"ブールヴァール・デ・マレショー"を構成する。
- デノワイエ通り（Rue Dénoyez）
- 中国通り（リュ・ド・ラ・シーヌ, Rue de la Chine）
  - 区内を南北に走る下記ピレネー通りの東側で並走する。メニルモンタン通りからガンベタ広場東側、ガンベタ大通りまでを繋ぐ。
- 日本通り（リュ・デュ・ジャポン, Rue du Japon）
  - ペール・ラシェーズ墓地の北東に位置するガンベタ広場前の20区役所と、裏手の公園との間を通る短い裏道。
- バニョレ通り（Rue de Bagnolet）
- ヴィラン通り（Rue Vilin）
  - メニルモンタン界隈のクロンヌ通りからベルヴィル公園側に分岐する通り。当通り内の階段などは、『巴里の空の下セーヌは流れる』 (1951)、『赤い風船』 (1956) 等多くのフランス映画や、写真などの被写体や舞台になった地。
- ピレネー通り（Rue des Pyrénées）
  - メトロ ピレネー駅 (fr) があるベルヴィル通りとの交差点界隈にはマクドナルドやスーパーのカルフール等がある。同交差点から南に向かって、20区役所があるペール・ラシェーズ墓地北東端にあるガンベタ広場経由、上記クール・ド・ヴァンセンヌ通りまでを南北に走る通り。ベルヴィル通りとの交差点から北側19区内へはシモン・ボリヴァル大通りに続き、ビュット・ショーモン公園南側から西側をくの字状に迂回するように北へ伸びてゆき、ラ・ヴィレット貯水池界隈まで走る。
- プロフェスール＝アンドレ＝ルミエール大通り（Avenue du Professeur-André-Lemierre）
- ベルヴィル大通り（Boulevard de Belleville）
  - 10区と19区との境界線上を南北に走るラ・ヴィレット大通りがメトロ ベルヴィル駅があるベルヴィル交差点から先、ベルヴィル"大"通り、メニルモンタン大通り、シャロンヌ大通りと北から順に名を変え、ペール・ラシェーズ墓地西側に沿って20区南西端傍にあるナシオン広場の至近東側界隈まで伸びてゆく。
- ベルヴィル通り（Rue de Belleville）
  - レピュブリック広場から10区と11区との境界線上を東西に走るフォーブール＝デュ＝タンプル通りが、上記ベルヴィル交差点から先、ベルヴィル通りと名を変え引き続いて19区と20区との境界線上を東西に走る。ベルヴィル通り入り口からベトナムやラオス等旧仏印ないしインドシナ難民出身者あるいは華僑系出身者らのレストラン乃至ブラッスリー、アジア食材店もチラホラ目立つ。周辺界隈の治安はかねてより決して芳しいものではないが、13区トルビアック通り界隈に次ぐ"パリ第二の中華街"等と呼ばれたりする所以である。温州料理店、ベトナム料理店、和食店、ベルヴィル界隈移民の先駆にあたるイタリア料理や地中海料理店、北アフリカ諸国のモロッコ料理、アルジェリア料理、ベルヴィル大通り側に多いチュニジア料理店･･など手頃な安手の店舗が連なる。通りを東側に走ると、セフォラがあり、スーパーのカルフールやフランプリ等も通り界隈に数店あり、メトロ ピレネー駅やジュールダン駅 (fr) 界隈を経由し、ペリフェリックが走るポルト・デ・リラまで伸びる。通りを挟んで北に19区内のビュット・ショーモン公園、南に20区内のベルヴィル公園がある。
- ベルグラン通り（Rue Belgrand）
- ペルポール通り（Rue Pelleport）
  - 19区との区境を東西に走るベルヴィル通りと、途中、メトロ ペルポール駅があるポール＝シニャック広場でガンベッタ通りと交差し、ガンベッタ広場から南東に伸びるベルグラン通りとの間を南北に走る。
- ポルト・ド・ヴァンセンヌ大通り（Avenue de la Porte-de-Vincennes）
  - 同通り23番地で2015年初頭、ユダヤ食品店人質事件が起きた。
- メニルモンタン大通り（Boulevard de Ménilmontant）
  - ベルヴィル大通りから続いて、11区と20区との境界線上を走り、ペール・ラシェーズ墓地北西端ペール・ラシェーズ駅があるオーギュスト＝メティヴィエ広場 (Place Auguste-Métivier) 交差点を過ぎると、同墓地西側に沿って南北に走り、途中シャロンヌ大通りと名を変え、南側ナシオン広場東側界隈まで伸びてゆく。
- メニルモンタン通り（Rue de Ménilmontant）
  - 11区内のオベルカンフ通りから続いて、メニルモンタン界隈を東西に伸びる通り。北側から順にベルヴィル通り、ランポノー通り、クロンヌ通り、メニルモンタン通り･･と、これらは20区内ベルヴィル界隈を東西に並走する通り。メトロのメニルモンタン駅交差点界隈でぶつかる11区と20区との境界線上を南北に走るベルヴィル大通りは、同交差点からメニルモンタン大通りと名を変え、さらにシャロンヌ大通りと名を変え、ナシオン広場東側界隈まで南側へ続いてゆく。
- モルティエ大通り（Boulevard Mortier）
  - ダヴー大通りと共に"ブールヴァール・デ・マレショー"を構成する。
- ラニー通り （Rue de Lagny）
- レオン＝ゴーモン大通り（Avenue Léon-Gaumont）
  - 区内南東端ペリフェリック側を走る。通り名はレオン・ゴーモンから。

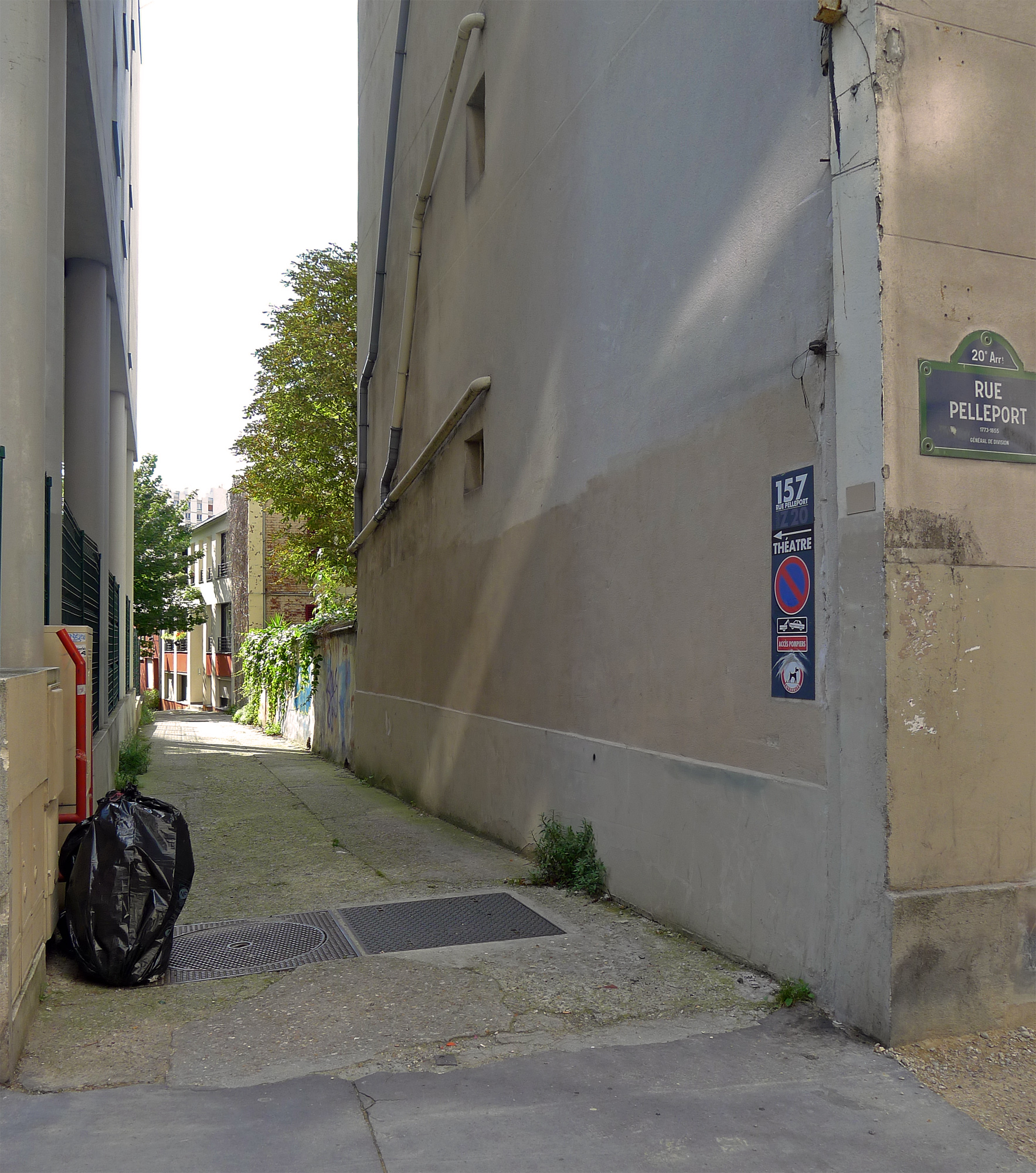
ペルポール通りから入る路地 (Rue Pelleport n° 157 : entrée de la voie)
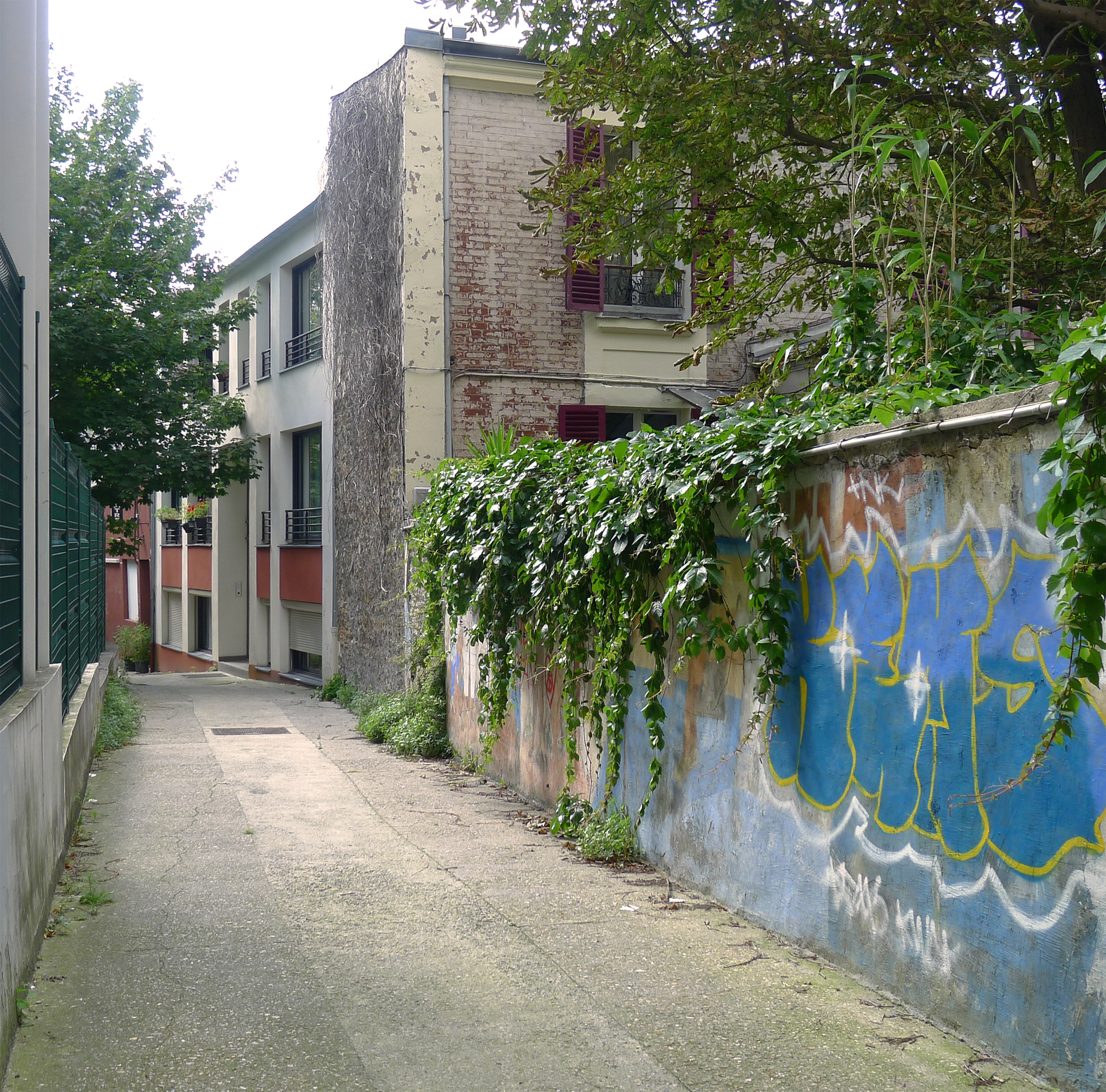
同路地 (Rue Pelleport n° 157 )
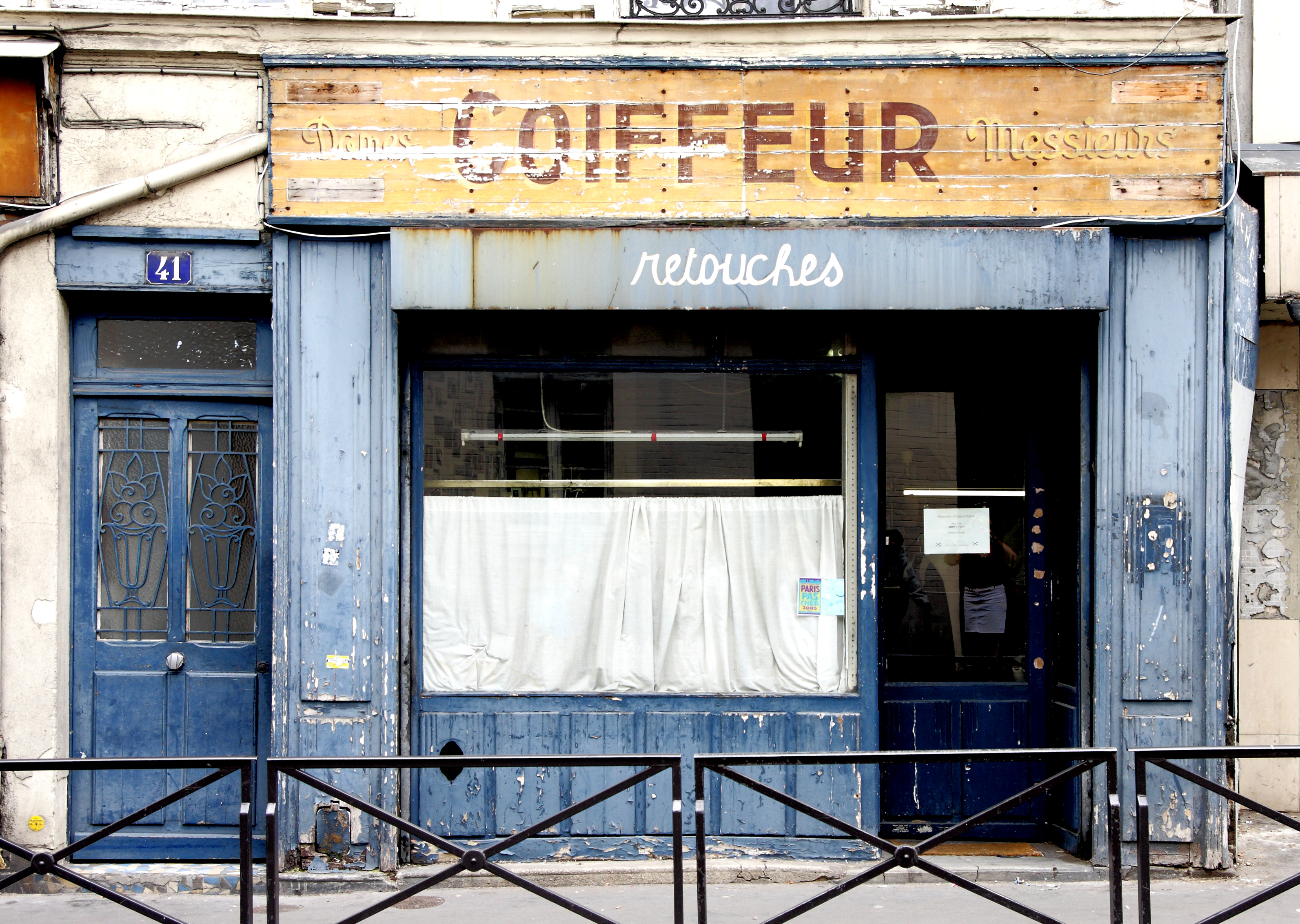
ペルポール通り沿いの理美容室 (Coiffeur, Rue Pelleport à Paris.)
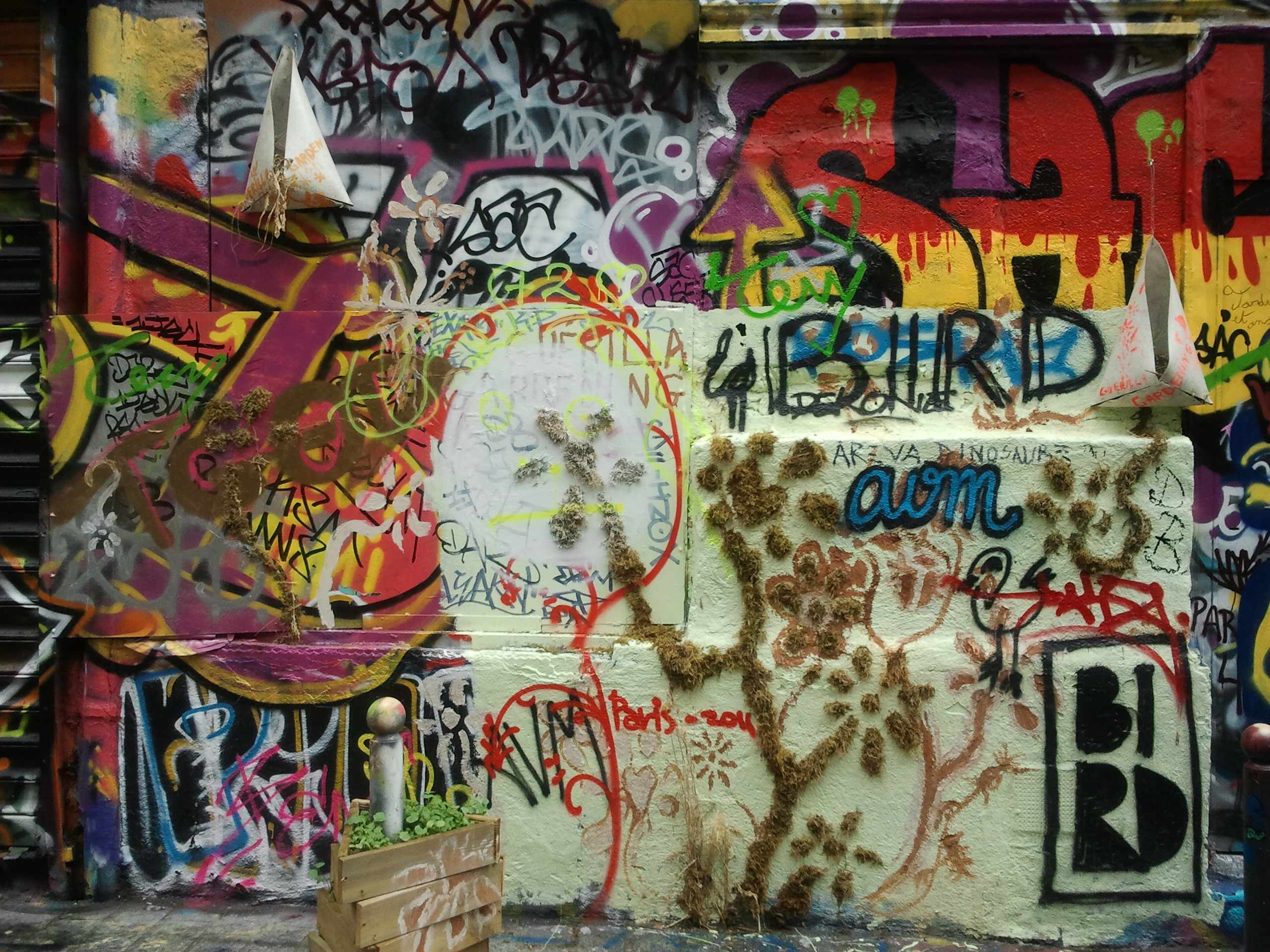
ベルヴィル交差点(メトロベルヴィル駅)界隈, デノワイエ通り (Rue Dénoyez) のストリートアートないし落書き
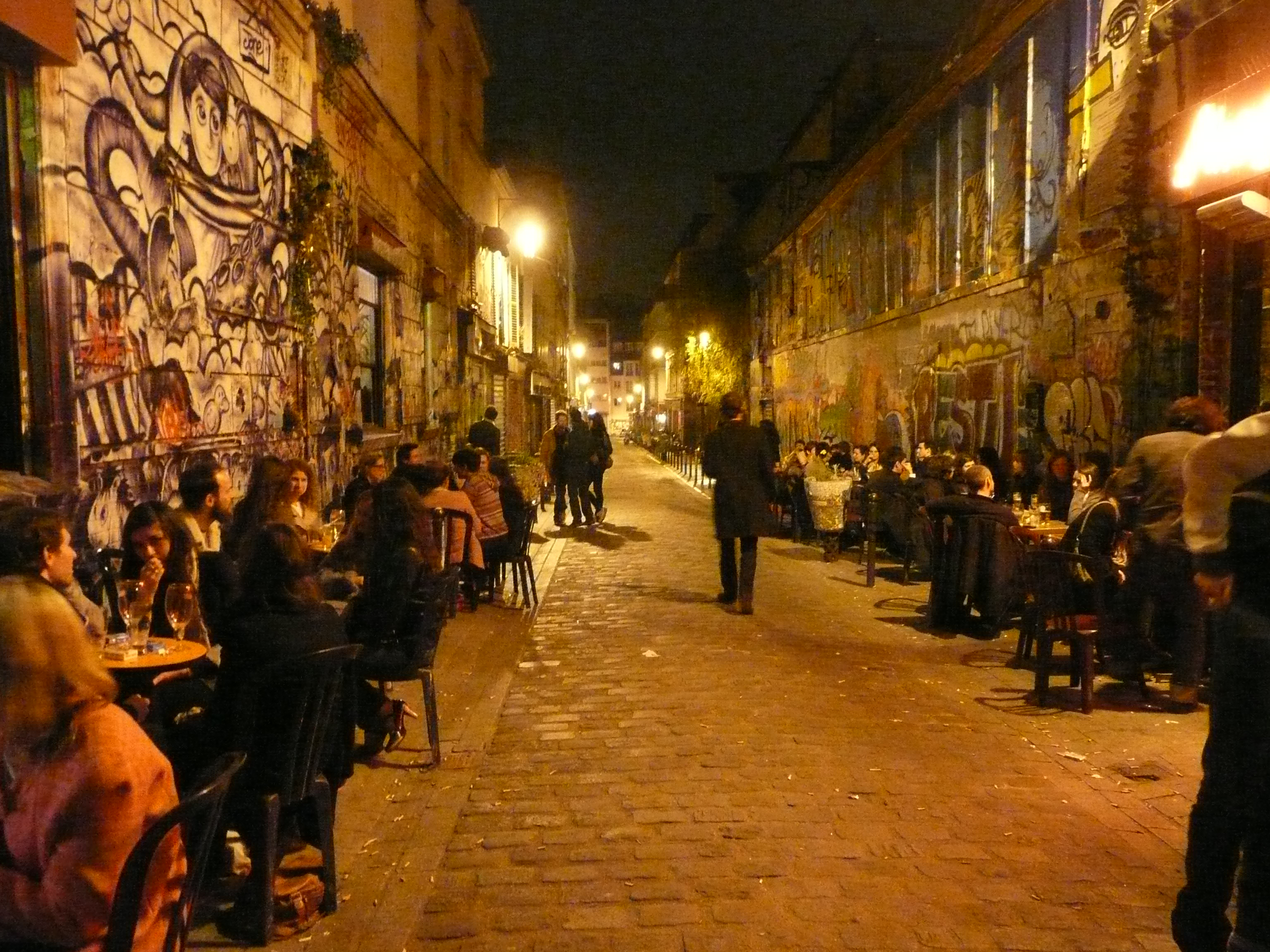
夜のデノワイエ通り, 2011年
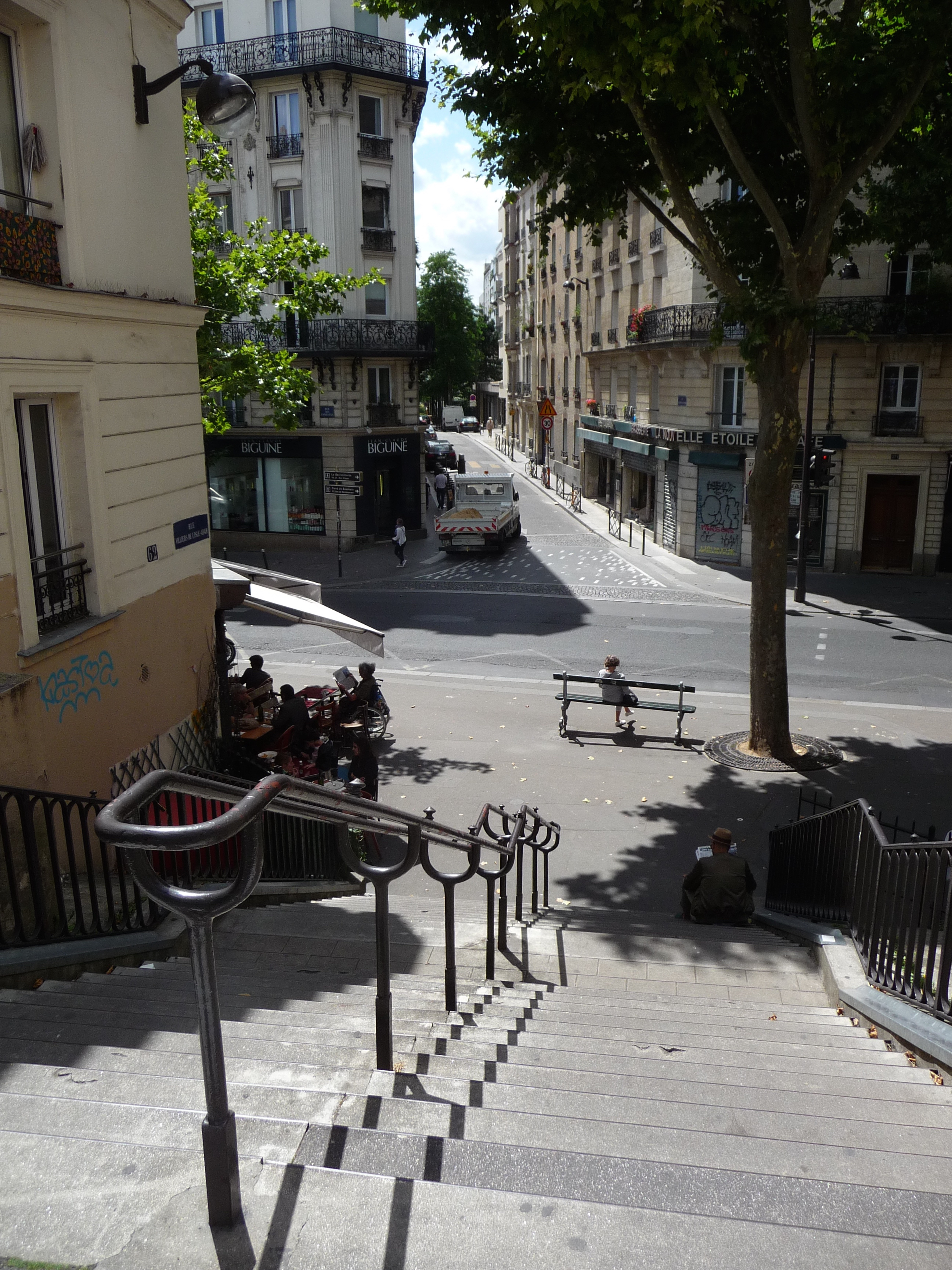
それぞれ南北に走るピレネー通りと中国通りとの間を東西に走るヴィリエ＝ド＝リスル＝アダム通り (fr)。ピレネー通り側にブラッスリー オーズウース (熊, Aux Ours) 等がある。
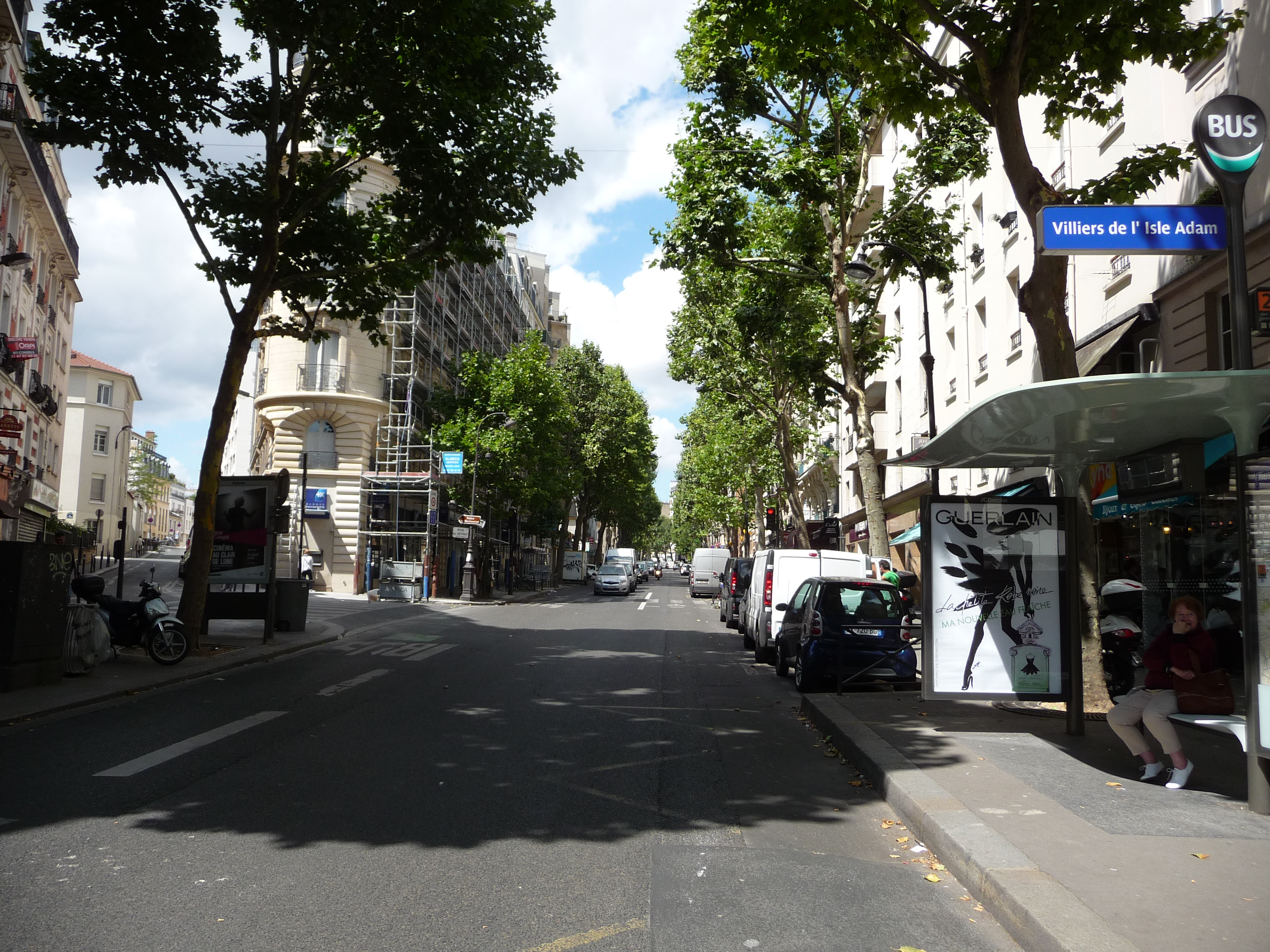
ピレネー通り (Rue des Pyrénées)
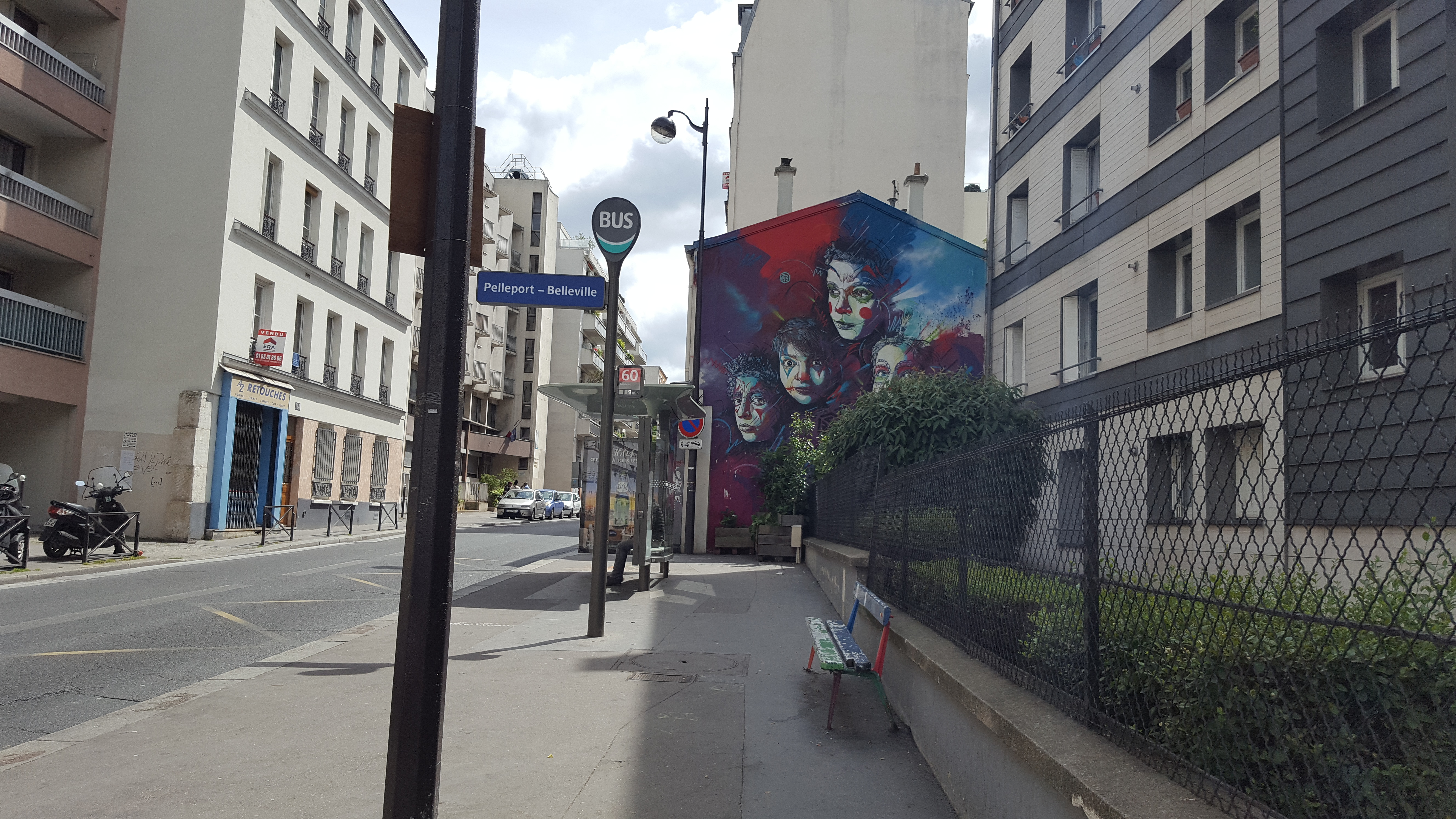
同, ピクセレクール通り (Œuvre de l'artiste C215, rue Pixerécourt.)
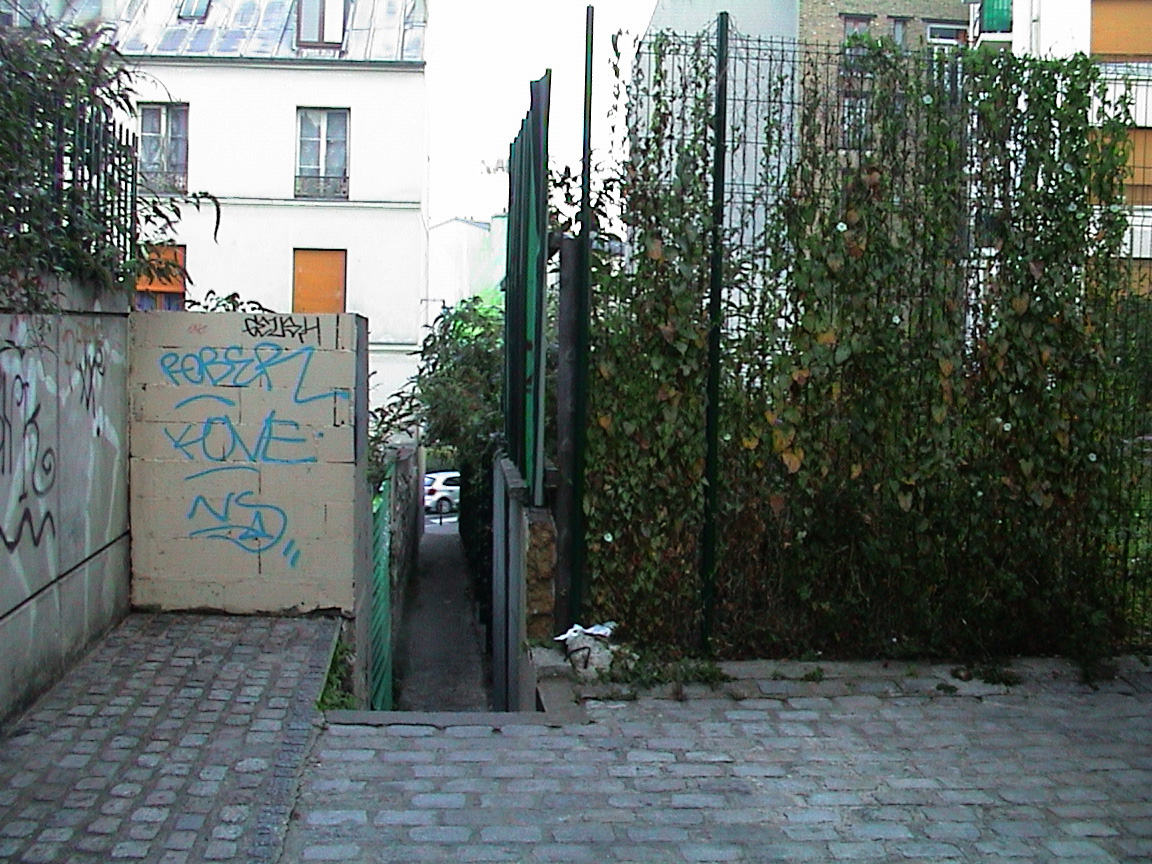
ピクセレクール通りに接続する, 拡張工事前のパサージュ・ド・ラ・デュエ (Le passage de la Duée, avant les travaux.)。道幅拡張前は80cm程で, 同1,80cmの5区シャ・キ・ペシュ通り (fr), 同1m程の12区サンティエ・デ・メリジエ (fr)･･等と共に, パリ市内の最も道幅が狭い通りの一つだった。
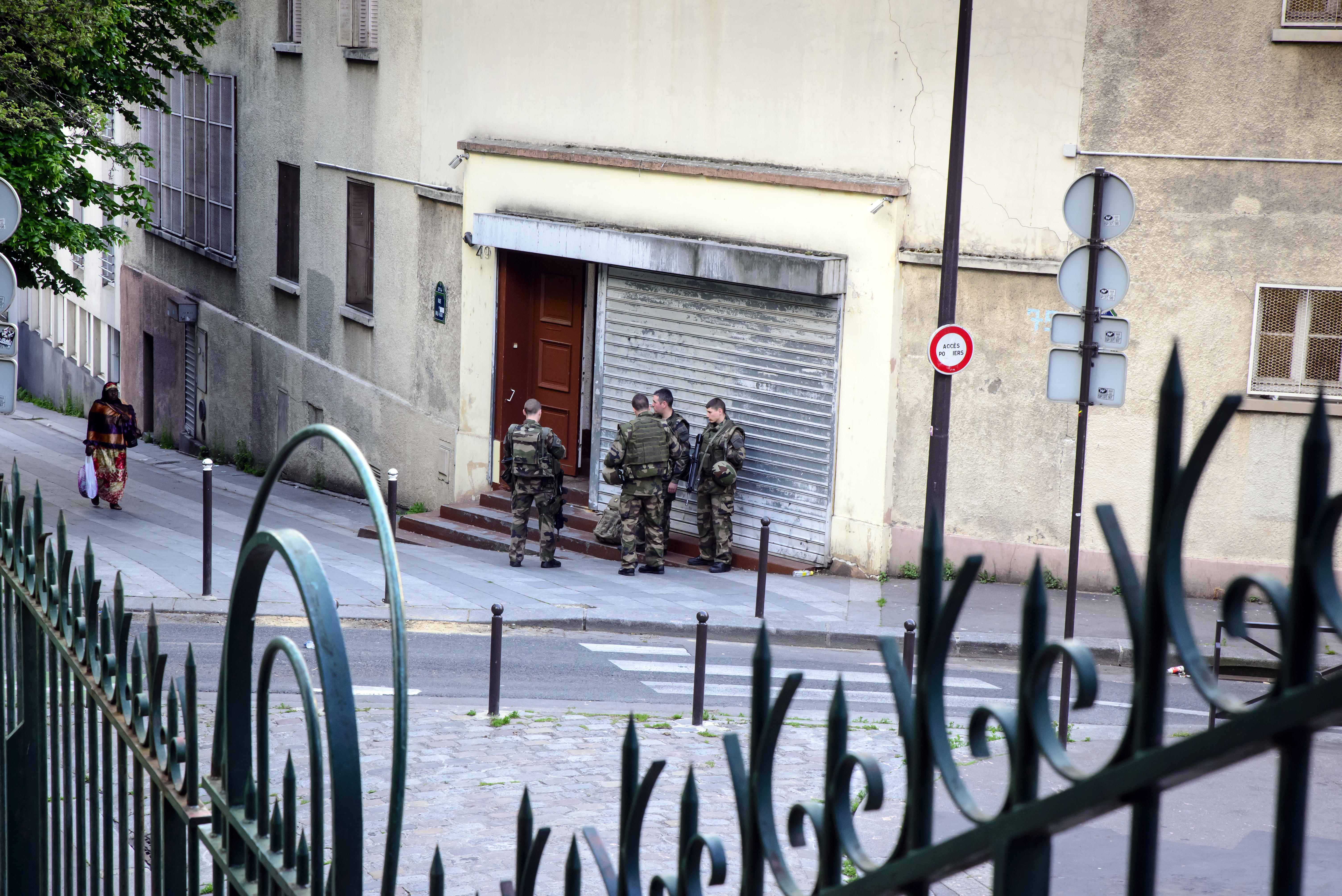
ベルヴィル大通りクロンヌ駅近く, ベルヴィル公園西側界隈。パリ＝カオ通り (Rue de Pali-Kao) のユダヤ人街の仏軍兵士, シャルリー・エブド襲撃事件後。通り名称はアロー戦争終盤の八里橋の戦いから。

### 広場・交差点

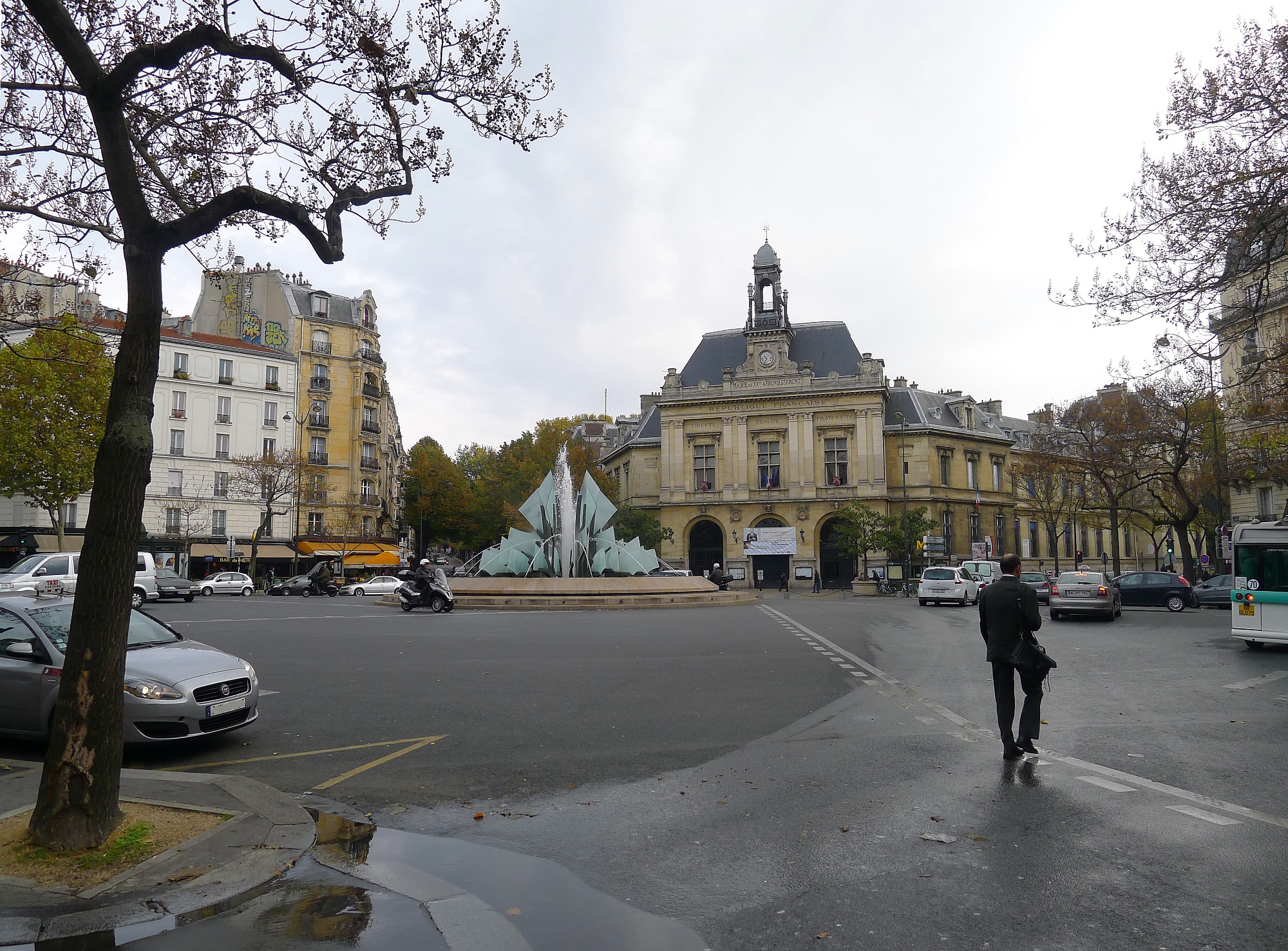
ガンベッタ広場 (Place Gambetta)
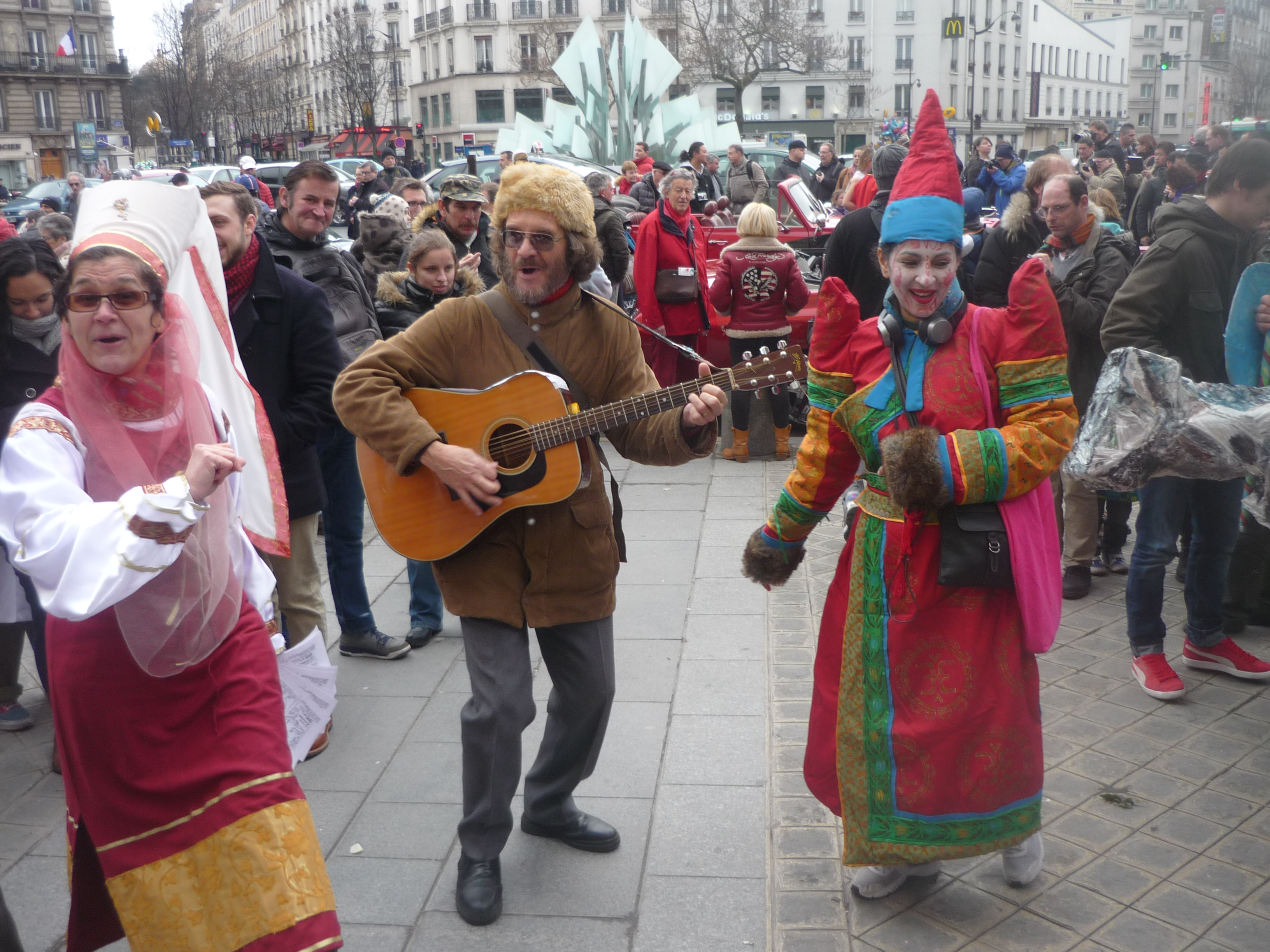
カーニバルの仮装行列, ガンベッタ広場, 2014/2/23
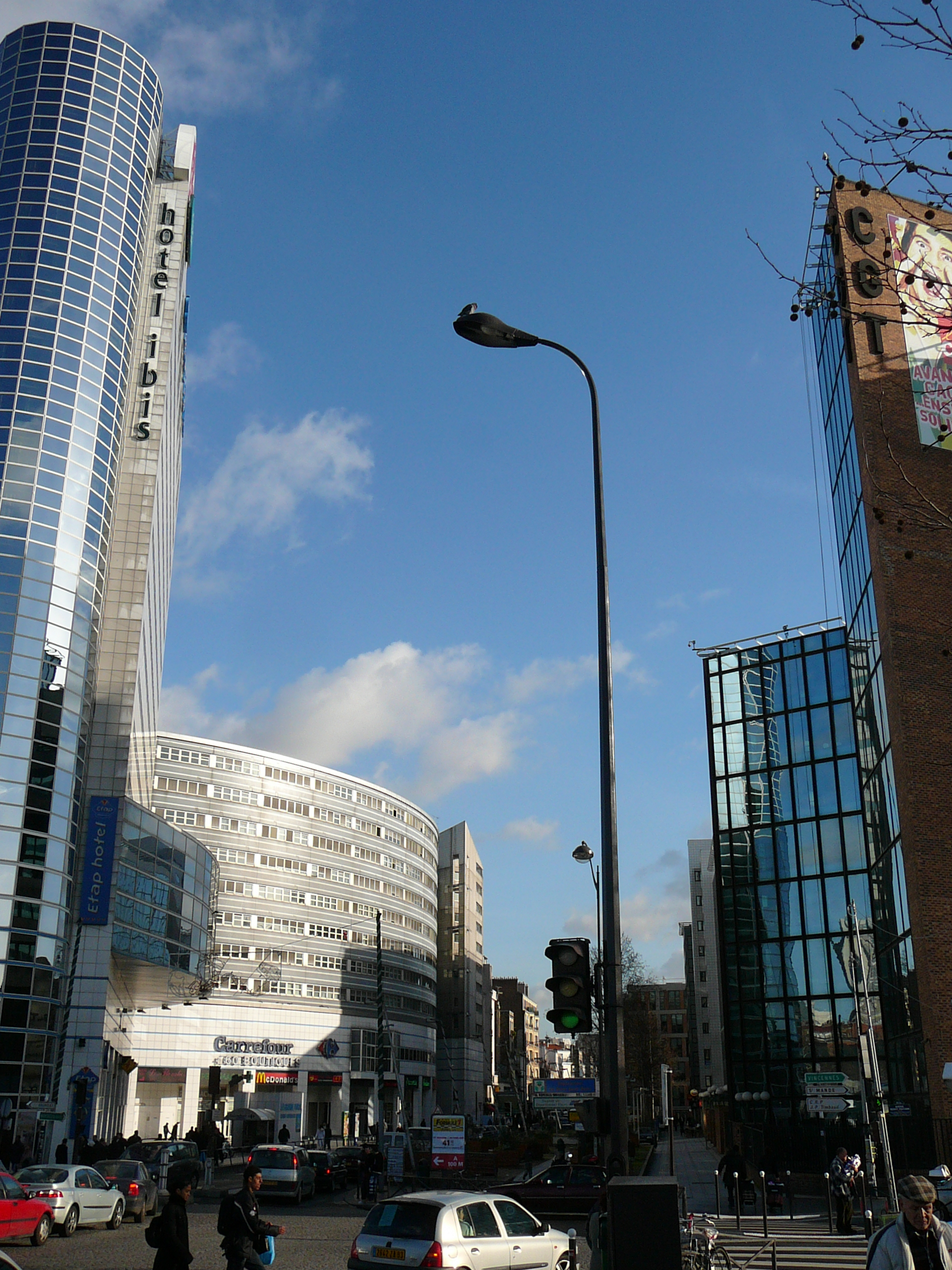
ポルト・ド・モントルイユ (porte de Montreuil)
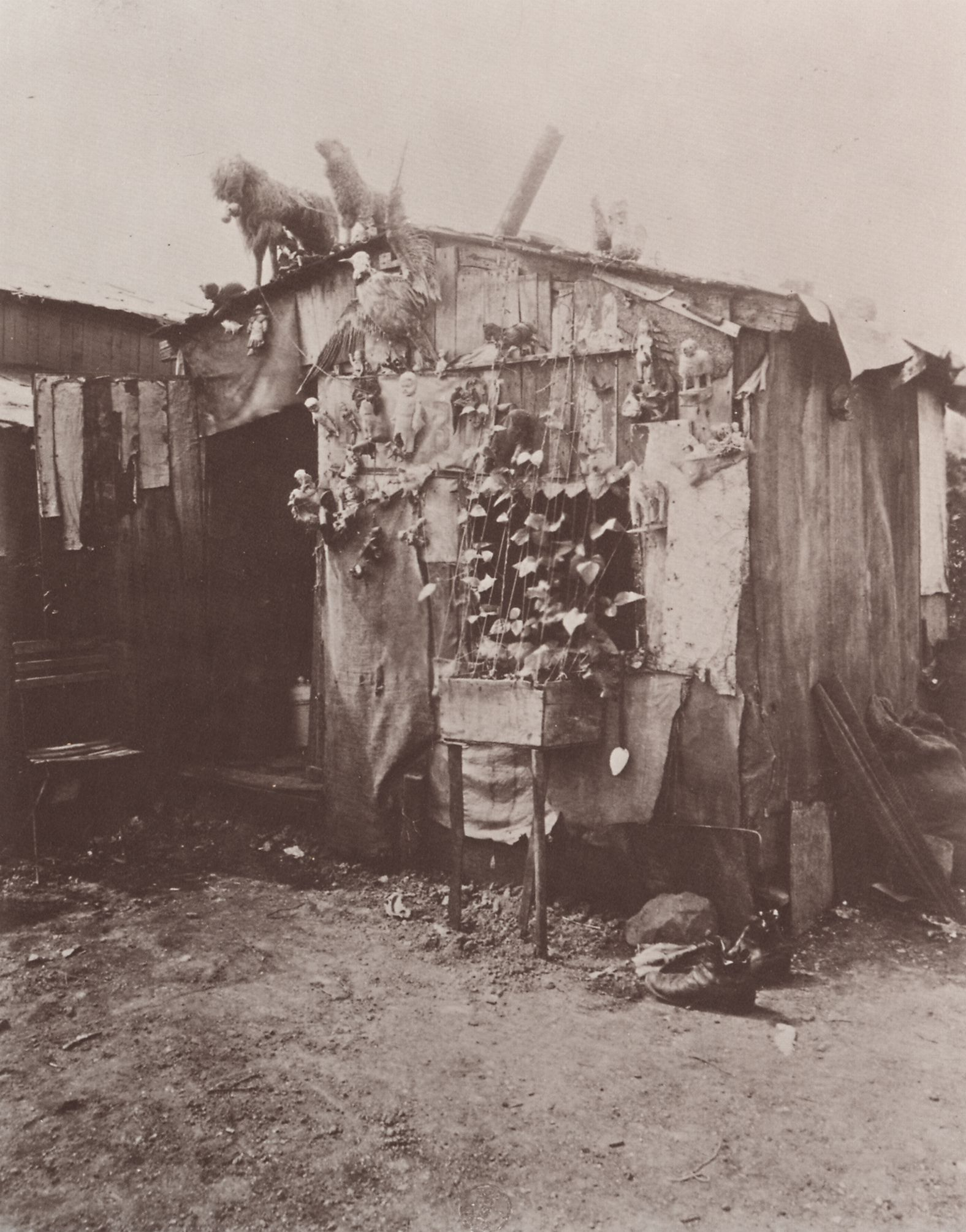
ポルト・ド・モントルイユ界隈のバラック, ウジェーヌ・アジェ撮影, 年月日不明(おそらく1913年頃)

パリの「広場 （プラス、Place）」は、しばしば2以上の道路が交差する場所に位置し、中心の「島」を道路が周回するロータリー状の交差点となっている場合が多い。中心の「島」部分は、オベリスクや緑地等に利用されている場合もあり、凱旋門があるシャルル・ド・ゴール広場は世界的に有名である。20区の広場や交差点には、次のようなものがある。
- オーギュスト＝メティヴィエ広場（Place Auguste-Métivier） - 11区と20区の境界に位置している。
- ガンベタ広場（Place Gambetta）
  - ペール・ラシェーズ墓地の北東側、区役所やトゥノン病院、映画館のMK2 Gambettaなどかある。
- サン＝ファルジョー広場（Place Saint-Fargeau）
- ポール＝シニャック広場（Place Paul-Signac）
- ポルト＝ド＝バニョレ広場（Place de la Porte-de-Bagnolet）
- ポルト＝ド＝モントルイユ広場（Place de la Porte-de-Montreuil）
- マキ＝デュ＝ヴェルコール広場（Place du Maquis-du-Vercors） - 19区と20区の境界に位置している。
- レユニオン広場（Place de la Réunion ）

## 著名な出身者

### 芸能
- エディット・ピアフ （歌手）
  - 1915年12月19日、20区の北の区界にあるベルヴィル通り（フランス語版）72番地生まれ[5]、ないしシーヌ通り（フランス語版）4番地のトゥノン病院（fr:hôpital Tenon）生まれ。
- モーリス・シュヴァリエ（歌手、俳優） - ベルヴィル界隈出身
- エディ・ミッチェル（フランス語版）（歌手） - 9区生まれ、ベルヴィル育ち
- ミシェル・ルグラン（作曲家、歌手、映画監督） - メニルモンタン界隈生まれ、ヌイイ＝シュル＝セーヌで死去

### スポーツ
- ラッサナ・ディアッラ（サッカー選手）
  - マリ系フランス人。サッカーフランス代表（2007-2010）。ベルヴィル出身。

## 著名な居住者

### 文化
- ジャック・オベール（18世紀前半のヴァイオリニスト）
  - ベルヴィル界隈で死去
- ジャン＝ジョゼフ・ド・モンドンヴィル（18世紀半ばのヴァイオリニスト）
  - ベルヴィルのピクセレクール通り (Rue Pixérécourt) 界隈に居住
- ジョルジュ・ペレック（ユダヤ系の小説家）
  - 19区内で出生。1936-1942年の間、ヴィラン通り (Rue Vilin) 24番地に居住。

### 芸能
- バルバラ（歌手）
  - パリ17区に生まれ。17区内を転々とし、1937年以降、マルセイユや　オーヴェルニュ地方のロアンヌへ。父がユダヤ系アルザス人の為、1941年以降、ナチス・ドイツ仏占領軍から逃げるため、ピレネー地方タルブ、アンドル県やオーヴェルニュ地方イゼール県等を転々とした。戦後1945年以降は、イヴリーヌ県やパリ18区、9区へ。1946-1959年の間は20区ヴィトゥリューヴ通り (rue Vitruve) 50番地、1961-1968年の間は16区オートゥイユに。エイズでヌイイ＝シュル＝セーヌの病院にて死去。
- セルジュ・ゲンスブール（作曲家、映画監督）
  - シテ島のパリ市立病院 (Hôtel-Dieu de Paris) で出生。ロシア（ウクライナ）移民の一家で、少年期は20区シーヌ通り（中国通り）界隈に居住。
- トマ・フェルセン（シンガーソングライター）
  - パリ11区生まれ。少年期の1969年、20区北側メニルモンタン界隈に居住し、同区の公立ジュリアン＝ラクロワ通り小学校 (École primaire de la rue Julien-Lacroix)、中学は9区の公立コレージュ＝リセ・ジャック＝ドゥクール (Collège-lycée Jacques-Decour)、78年に一家が8区に引越し高校は9区の公立リセ・コンドルセに通った。

## ゆかりの人物

### 政治
- ジャン・ムーラン（レジスタンス活動家）
- エマニュエル・コッス（フランス語版）（女性政治家、環境活動家）
  - 住宅問題大臣 (2013-2016年)、ヨーロッパ・エコロジー＝緑の党所属。クール・ド・ヴァンセンヌ通り界隈、12区との境界線上にあるモーリス・ラベル高校 (Lycée Maurice-Ravel) 出身

### 文化
- ウィリー・ロニ（写真家）
  - 9区等に居住していた。ベルヴィル界隈でも撮り、20区内のトゥノン病院で死去。
- ロベール・ドアノー（写真家）
  - モンルージュに終生居住。"グループ・デ・キャーンズ (グループ15)"を組んだロニらとベルヴィル界隈ヴィラン通り (Rue Vilin) 等を撮っていた。日本人写真家木村伊兵衛は、アンリ・カルティエ＝ブレッソンを通じてドアノーの案内で50年代パリ市内と共にメニルモンタン界隈を撮っていた[6]。

### 芸能
- アニー・ジラルド（女優）
  - ヴァンセンヌの森近隣クール・ド・ヴァンセンヌ通り (Cours de Vincennes) 界隈、12区との境界線上にあるエレーヌ・ブーシェ高校 (Lycée Hélène-Boucher) に通った。
- シルヴィ・ヴァルタン（女性歌手） - 同上
- デヴィッド・ゲッタ（DJ、音楽プロデューサー） - クール・ド・ヴァンセンヌ通り界隈モーリス・ラベル高校出身
- ジル・キャプラン（フランス語版）（女性歌手） - 日本でも日産CMなど。同上
- クラリス・アーンヌ（フランス語版）（女性映画監督） - 同上

### スポーツ
- ガエル・モンフィス（テニス選手） - クール・ド・ヴァンセンヌ通り界隈モーリス・ラベル高校出身

## 20区を舞台にした作品

### 映画
- ローラン・カンテ 『パリ20区、僕たちのクラス』 - Entre les murs (2008年)